# Programme spatial de la Chine

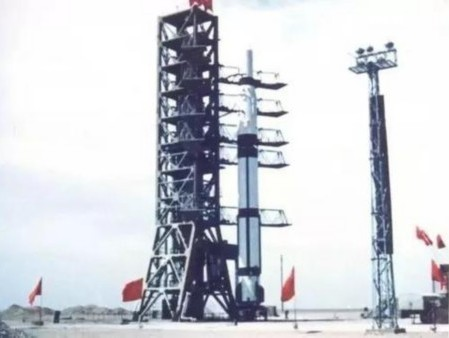
La fusée Longue Marche 1 sur son pas de tir en avril 1970.

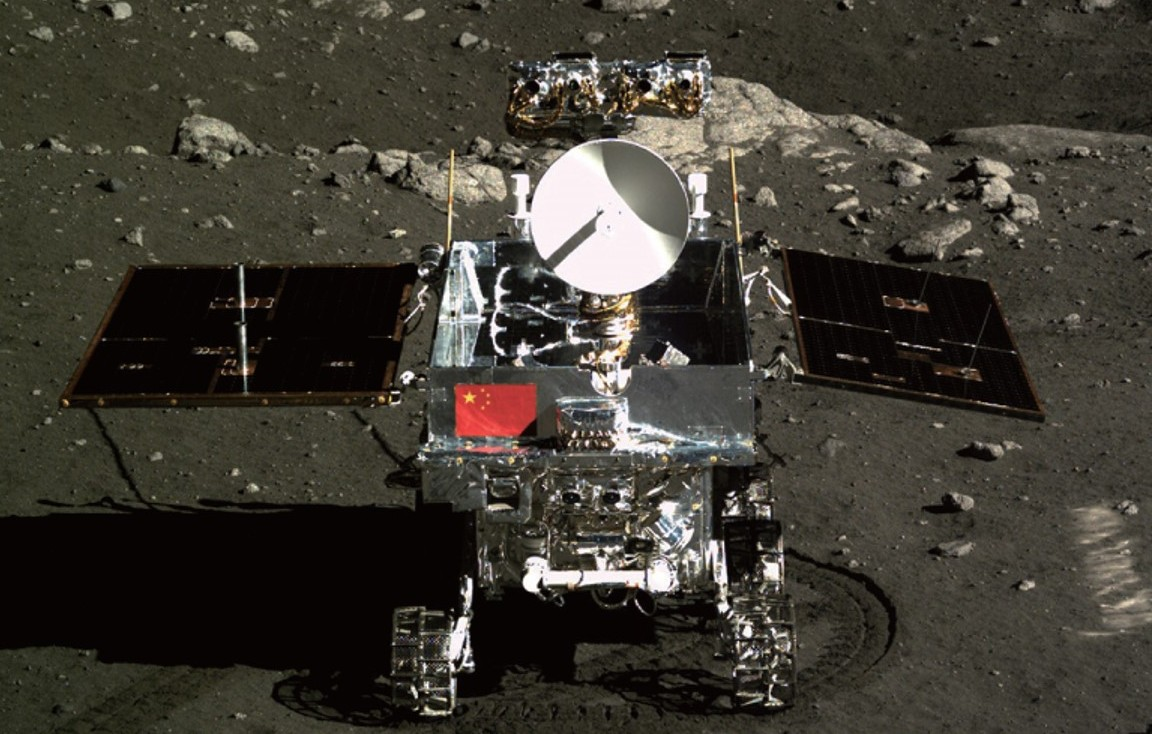
Le rover Yutu de la mission Chang'e 3 sur la Lune en 2014.

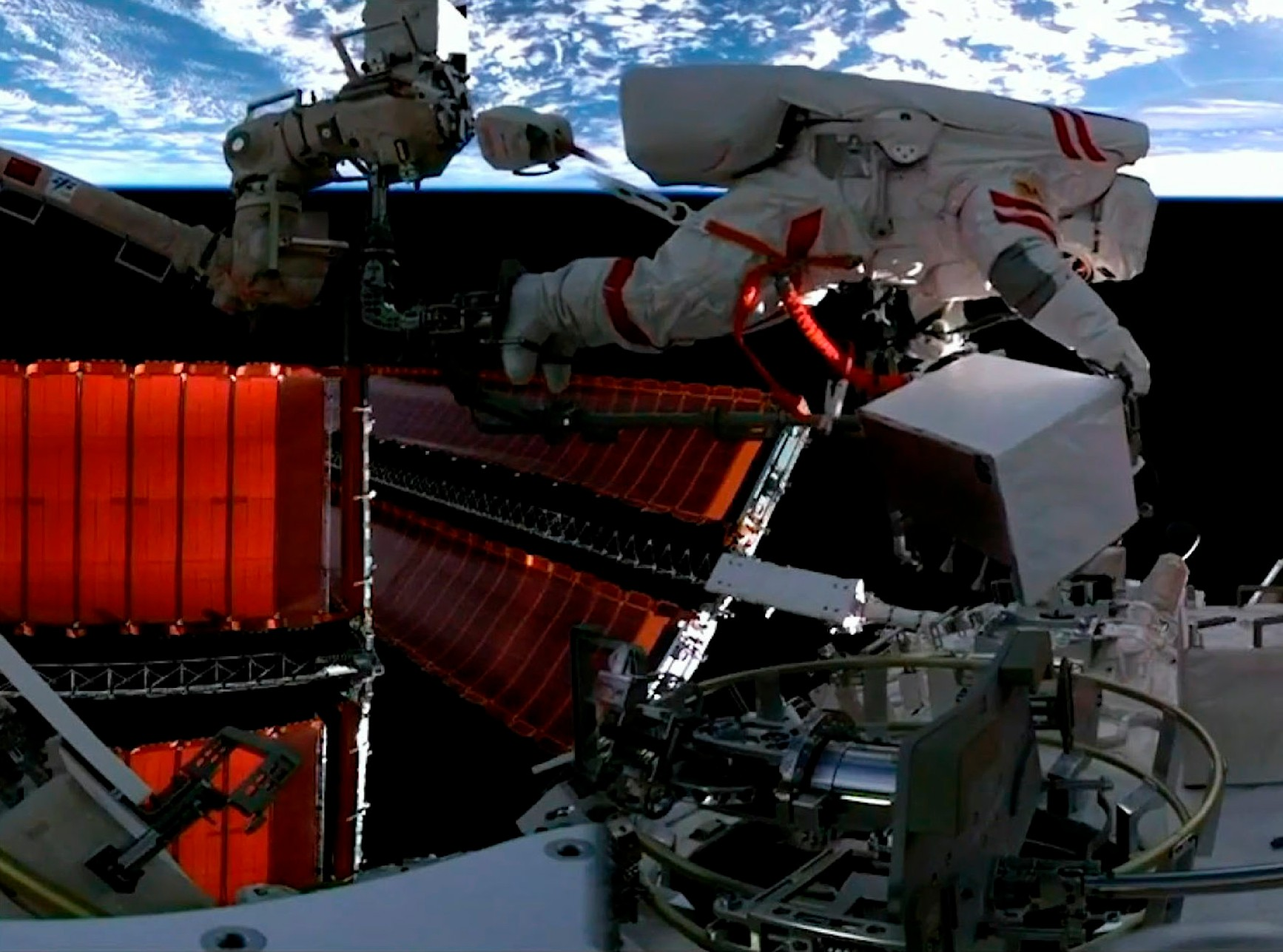
Une sortie extravéhiculaire sur Tiangong lors de Shenzhou-15.

Le programme spatial de la république populaire de Chine a accompagné l'essor économique très rapide du pays durant les années 1990. La Chine dispose de plusieurs familles de lanceurs  (fusées Longue Marche) et a développé des programmes couvrant l'ensemble des domaines d'application spatiale : satellites de télécommunications, d'observation de la Terre, météorologiques (Feng-Yun), de navigation (Beidou). Le programme spatial militaire, dont le développement a accompagné la forte montée en puissance des forces militaires chinoises, est complet :  satellites de reconnaissance, d'écoute électronique, d'alerte précoce, ...
La Chine a par ailleurs lancé un programme spatial habité avec un premier vol avec équipage en 2003 (mission Shenzhou 5) et la mise en orbite à compter de 2011 de plusieurs stations spatiales. La mise au point du lanceur lourd Longue Marche 5  (premier vol en 2016) permet le lancement et la mise en service en 2022 d'une  station spatiale de 60 tonnes. Au début des années 2020 les dirigeants chinois se sont donné comme objectif d'amener des hommes sur la Lune d'ici 2030  en entamant le développement de tous les composants nécessaires (lanceurs lourds Longue Marche 9 et Longue Marche 10, vaisseau lunaire, combinaison spatiale).
Sur le plan scientifique la Chine a entamé l'exploration du système solaire en choisissant de concentrer ses efforts initiaux sur la Lune avec la famille des sondes spatiales Chang'e. La première sonde spatiale lunaire Chang'e 1 est lancée en 2007. Une astromobile est déposé à la surface de cet astre en 2013 (Chang'e 3) et des échantillons de sol lunaire sont ramenés sur Terre en 2020 (Chang'e 5). Reflétant la rapidité de leur progrès, les ingénieurs chinois parviennent à déposer à la surface de la planète Mars à leur première tentative une astromobile (mission Tianwen 1) devançant ainsi ainsi les vieilles puissances spatiales (Europe, Russie). Avec la mission Tianwen 3 elle se donne comme objectif d'être le premier pays à ramener sur Terre des échantillons du sol martien. Des projets ambitieux d'exploration du système solaire externe (IHP, Tianwen 3) sont en cours de développement. Plusieurs observatoires astronomiques spatiaux sont opérationnels ou en cours de développement dont certains à la pointe dans leur domaine (Xuntian, SVOM, TianQin)
Le programme spatial est lancé dans les années 1960 avec un soutien important de l'Union soviétique dont elle reproduit en les améliorant les principaux composants (vaisseau Shenzhou, moteurs-fusées, combinaison spatiale). La Chine devient la cinquième puissance spatiale le 24 avril 1970 avec la mise en orbite réussie de son premier satellite Dong Fang Hong 1. La croissance économique des années 1990 permet au pays de s'émanciper progressivement de la Russie en développant des engins spatiaux de conception nationale. Le secteur industriel aérospatial, en forte croissance, comprend désormais, à côté des conglomérats d'état (CASC, CASIC), de nombreuses entreprises privées très dynamiques. Les dirigeants chinois utilisent les réalisations spatiales en interne comme un moyen de restauration de la fierté nationale et  vis-à-vis de l'étranger comme un outil de prestige. Ils se sont donnés comme objectif de rattraper et dépasser à moyen terme les capacités du programme spatial américain.

## Historique

### Coopération avec l'Union soviétique et développement des premiers missiles balistiques (1957-1966)

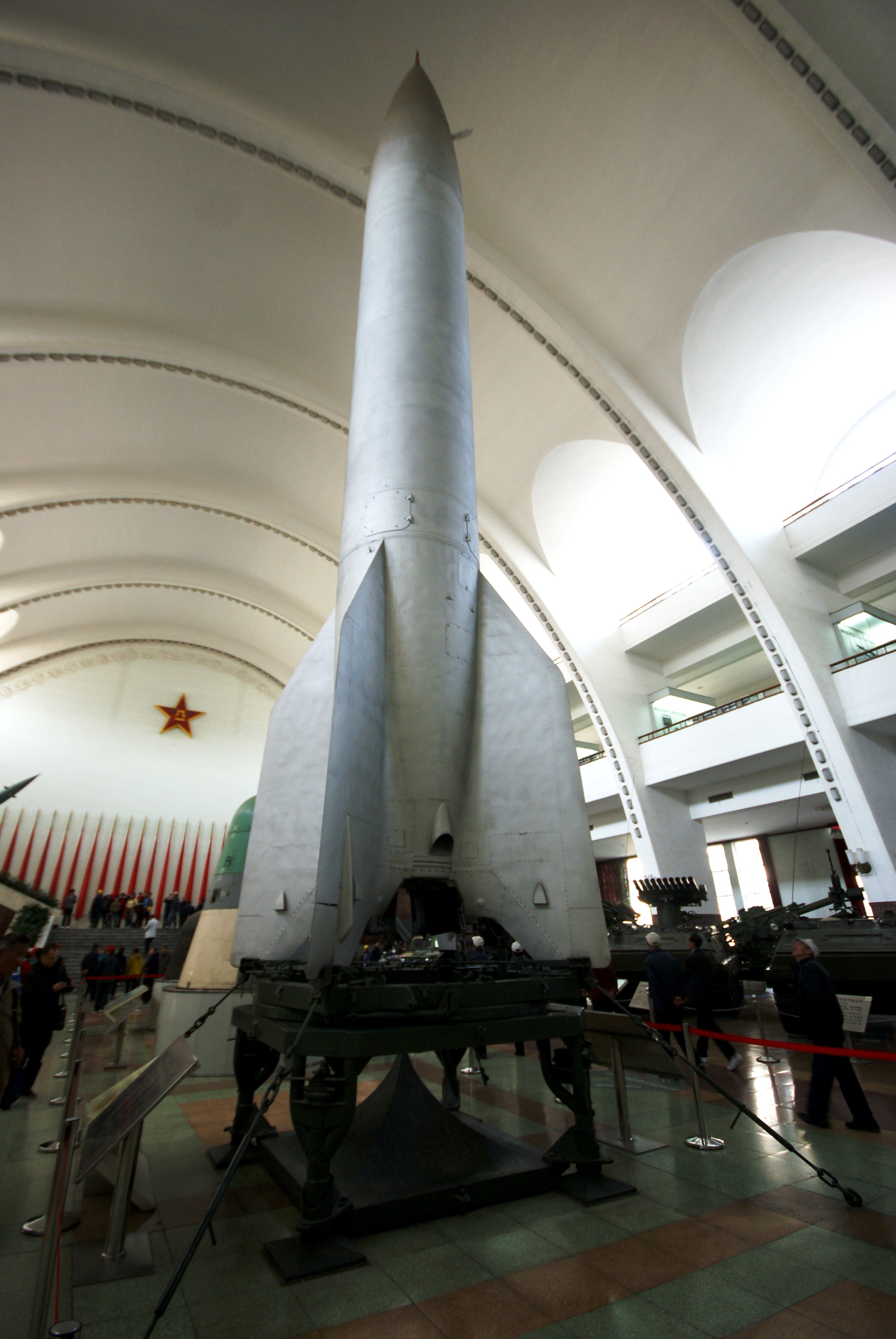
Le missile Dongfeng 1 au musée militaire de la Révolution du peuple chinois, première fusée chinoise.

Comme la plupart des autres puissances spatiales, la Chine a commencé par développer des missiles balistiques qui ont par la suite constitué le point de départ pour la réalisation de lanceurs. En 1956, la décision de développer un programme de missiles balistiques est prise. En octobre 1956, un institut de recherche rattaché au ministère de la Défense aux moyens modestes et baptisé Cinquième académie est fondé à Pékin pour développer un missile et un lanceur. La Chine profite du retour de plusieurs dizaines de chercheurs d'origine chinoise chassés des États-Unis par la paranoïa anticommuniste des années 1950 (voir Maccarthysme). Qian Xuesen chercheur de haut niveau ayant travaillé sur les programmes de missiles et de lanceurs américains est autorisé à rentrer en Chine en 1955 après de longues négociations entre les gouvernements américain et chinois et joue un rôle fondamental dans la fondation du programme des fusées chinoises en prenant la tête de la Cinquième académie. À l'époque, les dirigeants chinois entretiennent des liens étroits avec l'Union soviétique considérée comme un pays frère régi par les mêmes principes socialistes. Dans le cadre des accords de coopération signés entre les deux pays, l'URSS vend en 1956 des missiles R-1, puis, cède en décembre 1957 à la Chine la licence de construction du missile à courte portée R-2 qui est lui-même une version plus puissante du V2 allemand. Des experts soviétiques sont mis à disposition pour former des spécialistes chinois. Le lancement d'un satellite artificiel fait partie des objectifs inscrits dans la politique du Grand Bond en avant déclenchée par Mao Zedong en 1958 qui vise à rattraper le retard sur les pays occidentaux en 15 ans grâce à la mobilisation des masses. L'Institut de mécanique et d'électricité de Shanghai (SIMED) placé sous la tutelle de cette ville et de l'Académie des sciences, est également fondé à cette époque pour la réalisation de cet objectif et reçoit un outillage moderne. La construction de la base de lancement de Jiuquan en Mongolie-Intérieure à la limite du désert de Gobi est décidée en 1958.
Mais courant 1959, les relations entre la Chine et l'Union soviétique se détériorent et la Chine doit poursuivre à compter de 1960 le développement de ses missiles sans aide étrangère. Le premier missile, copie du R-2, le Dongfeng 1 (Vent d'est) ou DF-1 est lancé avec succès en novembre 1960. Malgré les conséquences désastreuses de la politique du "Grand Bond en avant" qui a entrainé une famine sans précédent (voir Grande famine chinoise) et fait reculer le secteur industriel, les dirigeants chinois décident en juillet 1961 de poursuivre le développement du programme de missile balistique mais repoussent le lancement d'un satellite artificiel. Le premier missile de portée intermédiaire DF-2 capable de lancer une tête nucléaire est tiré avec succès en juin 1964 ce qui permet à la Chine à sa mise en service à la fin des années 1960 d'entrer dans le cercle restreint des pays possédant cette arme stratégique.

### Le premier satellite artificiel chinois (1965-1970)

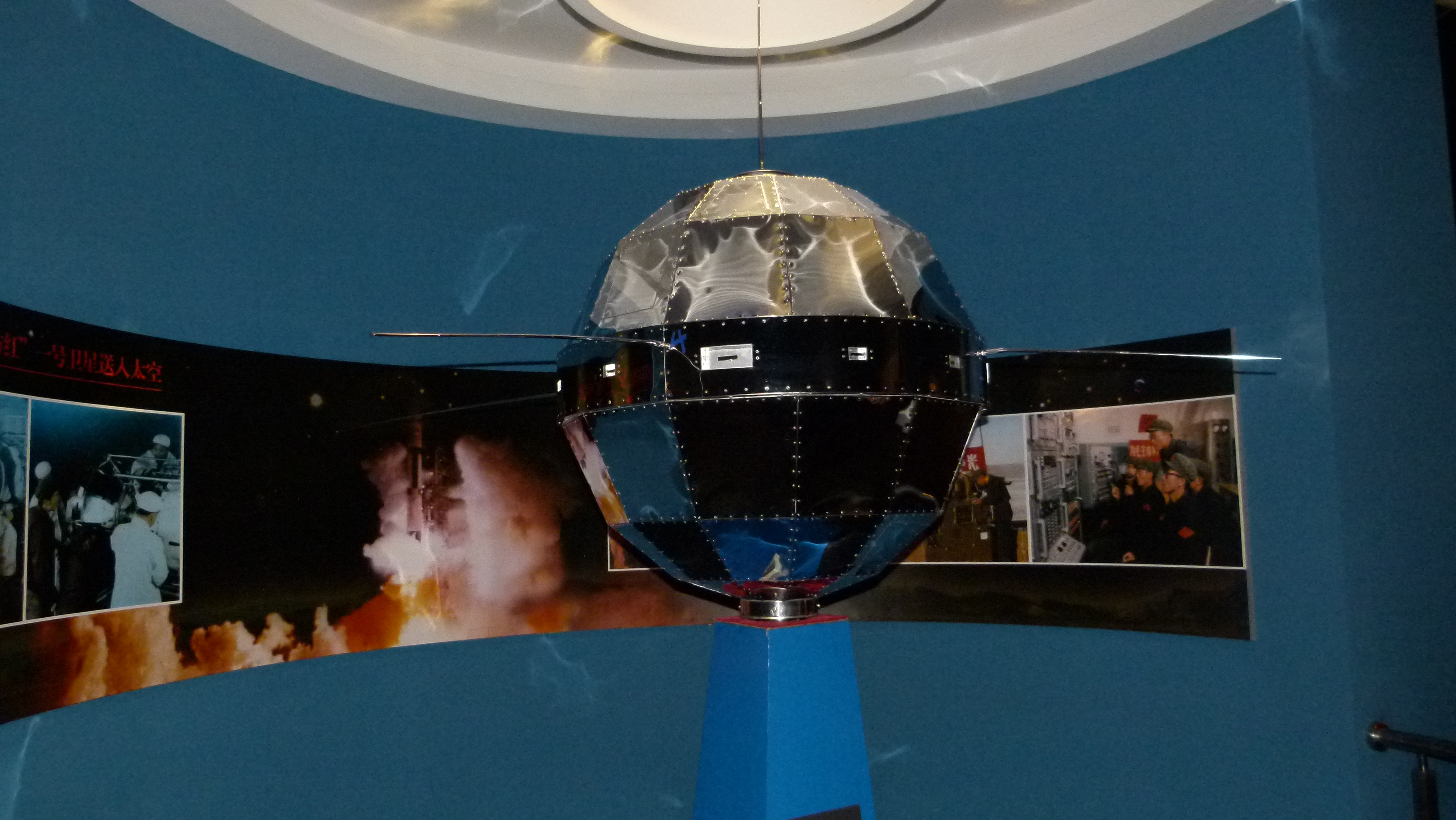
Dong Fang Hong 1, premier satellite chinois

En mai 1965, la construction d'un satellite artificiel est remise à l'ordre du jour dans le cadre du projet 651. L'industrie spatiale est réorganisée en quatre « académies » dont l'Académie chinoise de technologie des lanceurs (abrégé en CALT en anglais) installée à Pékin et chargée de la réalisation du lanceur et l'Académie des technologies spatiales de Shanghai (abrégé en SAST en anglais) chargée de développer les satellites. L’Académie des sciences chinoise a la responsabilité de concevoir le satellite et mettre en place le réseau de stations au sol. La Commission de la Science et de la Technologie pour la Défense nationale coordonne l'ensemble du projet et construit les bateaux chargés du suivi des missions. Le missile intercontinental DF-4 en cours de développement sert de point de départ pour le développement du lanceur léger Longue Marche 1 capable de placer 0,5 tonne en orbite basse.
La Révolution culturelle, déclenchée par Mao Zedong pour reconquérir le pouvoir, est à l'origine entre 1966 à 1969 de campagnes de harcèlement des intellectuels par les gardes rouges ; celles-ci touchent les chercheurs et ingénieurs travaillant dans le domaine spatial et désorganise celui-ci ; la hiérarchie des compétences est remise en question et les contrôles qualité ne sont plus respectés. Pour empêcher une paralysie du secteur spatial, Zhou Enlai place celui-ci sous la protection de l'Armée et fait décréter que toute interférence dans l'atteinte des objectifs sera considérée comme un acte antipatriotique. Alors que les excès de la Révolution culturelle s'estompent, la Chine teste secrètement son premier lanceur le 1er, 4 ou 16 novembre 1969, cela sera un échec. Le second essai est une réussite et le premier satellite chinois, Dong Fang Hong 1 (L'Orient est rouge), est en orbite le 24 avril 1970 à l'aide d'une fusée Longue Marche 1 tirée depuis la base de lancement de Jiuquan. La Chine, à la surprise des autres nations, devient la cinquième puissance spatiale après l'Union soviétique, les États-Unis, la France et le Japon.

### Lancement avorté d'un programme spatial habité et mise au point de nouveaux lanceurs (1968-1975)
Les dirigeants chinois décident de fixer des objectifs plus ambitieux au programme spatial. Dès le milieu des années 1960, il avait été décidé de développer à partir du missile intercontinental DF-5 les lanceurs de moyenne puissance Longue Marche 2 (CZ-2) à Pékin et Feng Bao 1 (FB 1) à Shangaï. Une deuxième Xichang est construite dans une région montagneuse du Sichuan qui a été volontairement choisie parce qu'elle se situe à bonne distance de la frontière avec l'Union soviétique. Un réseau de poursuite et de guidage est construit à Xi'an. La construction du satellite d'observation lourd FSW (Fanhui Shi Weixing c'est-à-dire satellite récupérable en chinois) est lancée ; cet engin spatial à usage mixte civil/militaire (satellite de reconnaissance dans sa version militaire) comprend une capsule qui revient sur Terre avec le film photographique. La mise en place d'un programme de vols spatiaux habités sous-tendue par un premier rapport d'experts et la création d'un institut de recherche voué à la médecine spatiale en 1968, se concrétise en 1971 avec le lancement du projet 714 dont l'objectif est de placer sur orbite le premier astronaute chinois en 1973. 19 astronautes sont sélectionnés mais le programme est arrêté peu après par Mao Zedong qui annonce que d'autres projets sont plus prioritaires. Le premier vol du lanceur FB 1 a lieu le 10 août 1972 mais c'est un succès partiel. Le premier vol du lanceur CZ-2, qui a lieu le 5 novembre 1974, est un échec. Le deuxième tir parvient à placer en orbite le satellite FSW-0 1, le 26 novembre 1975. Cette série de satellites permet à la Chine de mettre au point les techniques de rentrée atmosphérique et d'atterrissage qui seront utilisées dans le cadre des vols spatiaux habités. La mort de Mao Zedong en 1976 entraine des bouleversements dans les priorités du pays qui touchent également le programme spatial. Néanmoins, le premier bâtiment de la série Yuan Wang destiné au suivi des trajectoires des missiles, lanceurs et satellites entre en service en 1979. Le premier missile balistique intercontinental chinois est tiré avec succès à sa portée maximale en mai 1980.

### Politique d'ouverture et priorité aux applications spatiales (1978-1984)
Le nouveau dirigeant chinois Deng Xiaoping, qui prend les rênes du pouvoir en 1978, engage son pays dans une politique visant à rétablir l'unité politique et favoriser le décollage économique. L'organisation et les procédures en vigueur dans l'industrie spatiale sont revues dans une optique de plus grande efficacité. La politique d'ouverture politique et économique, qui s'oppose à la stratégie de développement préconisée par Mao s'appuyant sur des ressources purement nationales, se traduit dans le domaine spatial par l'achat de technologies à l'étranger et la mise en place de programmes de coopération avec de nombreux pays. Mais les bénéfices de cette politique sont relativement réduits car les positions idéologiques de la Chine, dans le contexte de la guerre froide, limitent la portée des accords contrairement à ce qui se passe pour l'Inde, pays non aligné qui à l'époque utilise la même stratégie pour développer son industrie spatiale. Le secteur spatial chinois a pour consigne de contribuer au développement économique et l'accent est mis sur les applications pratiques. Les programmes de prestige comme les vols spatiaux habités sont écartés tandis que la construction du satellite de télécommunications Shiyan Tongbu Weixing  et celle du premier satellite météorologique de la série Feng-Yun sont lancées. Pour mettre le satellite de télécommunications en orbite géostationnaire, le lanceur Longue Marche 3 est développé à compter de 1980. Celui-ci comporte un troisième étage utilisant la combinaison très performante hydrogène liquide/oxygène liquide maitrisée jusque-là uniquement par les États-Unis et l'Europe. Le lanceur, qui peut placer une masse de 1,4 tonne en orbite de transfert géostationnaire, effectue son premier vol en 1984.

### Développement de l'activité commerciale (1985-1996)
La disponibilité d'un lanceur capable de placer les satellites en orbite géostationnaire débouche sur la création de la Compagnie de la Grande Muraille qui est chargée à partir de 1985 de commercialiser des lancements auprès de clients étrangers. L'objectif est d'utiliser les revenus générés par cette activité pour financer l'amélioration progressive des lanceurs chinois. Mais les clients potentiels sont réticents à se tourner vers ce nouveau lanceur et il faut attendre le 7 avril 1990 pour que le premier satellite de télécommunications, commercial mais chinois, AsiaSat-1, soit lancé depuis la base de Xichang par une fusée Longue Marche-3. Après un démarrage relativement lent, cette activité commerciale débouche sur le lancement de 28 satellites entre 1990 et 1998. Des versions de plus en plus puissantes sont développées : la 3B permet ainsi de lancer 5,1 tonnes en orbite de transfert géostationnaire. Mais, en février 1996, le premier exemplaire de cette version qui transporte le satellite de télécommunications américain Intelsat 708 explose immédiatement après le décollage en faisant un nombre indéterminé de victimes civiles. Cet incident et une politique américaine protectionniste pour tout ce qui touche aux composants électroniques sensibles limitent fortement par la suite l'attractivité des lanceurs chinois qui ne prendront à nouveau des parts de marché significatives qu'à la fin des années 2000.

### Réorganisation de l'industrie spatiale (1988-1998)
Les réformes de Deng Xiaoping du début des années 1980 avaient touché l'organisation de l'industrie de la défense chargée jusque-là du domaine aérospatial et avait abouti en 1982 à la création d'un ministère de l'Industrie spatiale transformé à compter de 1988 en un ministère de l'industrie aérospatiale pour augmenter la synergie entre les industries aéronautiques et spatiales. La mise en place de l'« économie socialiste de marché » par le nouveau dirigeant chinois Jiang Zemin en 1993 touche également l'industrie spatiale. Dans le souci d'une plus grande efficacité, deux nouvelles entités remplacent à compter du 22 avril 1993 le ministère. Le CNSA (Agence spatiale nationale de la Chine) est chargée de définir, à l'image des agences spatiales étrangères, la stratégie spatiale de la Chine. Le CASC est chargée de réaliser les développements. En 1998, le CASC est éclaté en plusieurs sociétés qui sont toutes détenues par l’État mais qui sont gérées de manière autonome.

### Création du programme spatial habité chinois (1992)

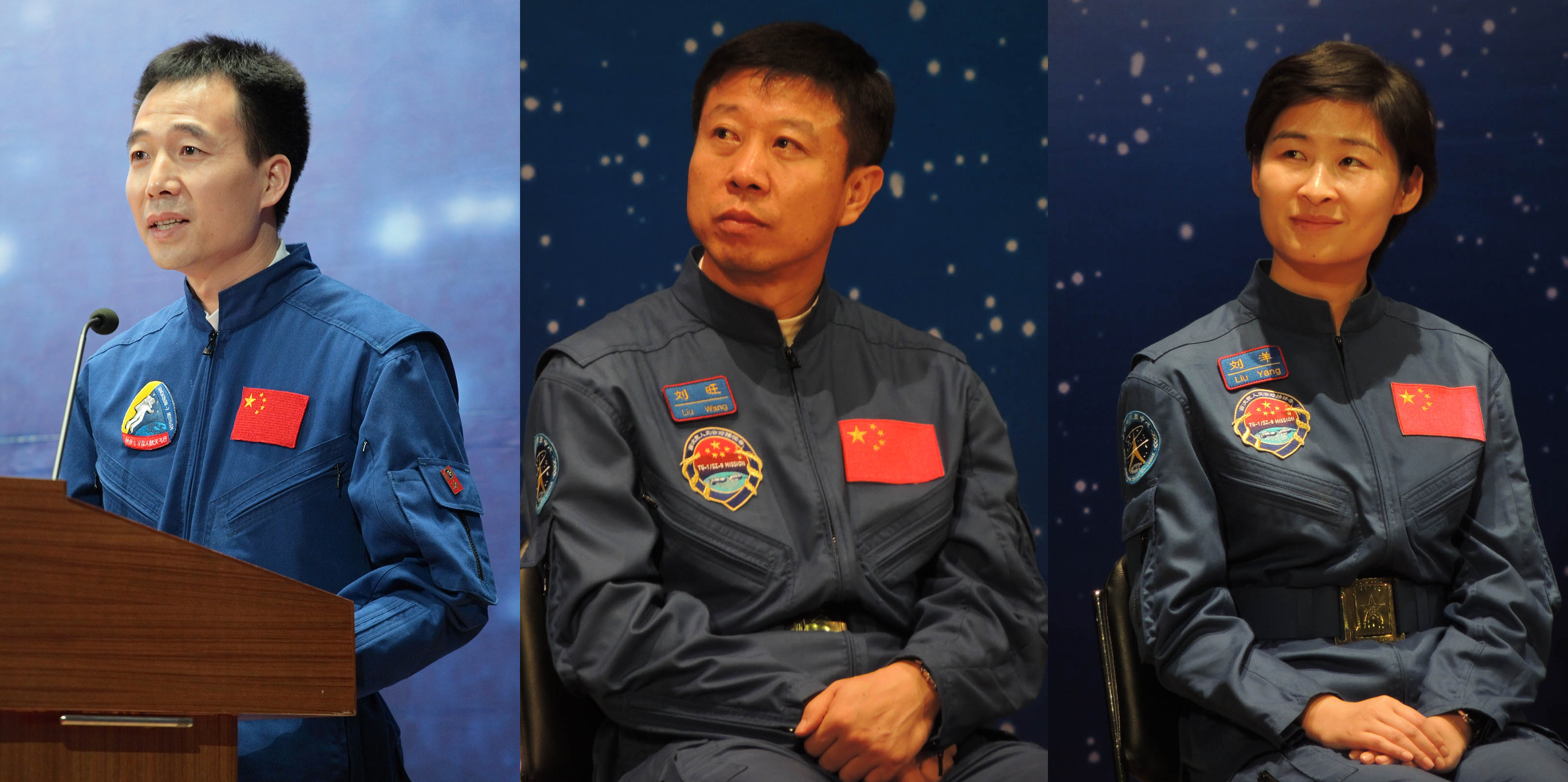
L'équipage de Shenzhou 9 comprend la première femme chinoise à aller dans l'espace (2011).

Après une première tentative avortée dans les années 1960, un projet de programme spatial habité (projet 863-204) est lancé en mars 1986. Il prévoit notamment le développement d'un vaisseau habité et d'une station spatiale. Ce projet est abandonné en 1992 au profit du projet 921. En lançant ce programme de prestige à l'opposé de la stratégie adoptée jusque-là, Jiang Zemin veut sans doute surtout profiter de l'opportunité créée par l'éclatement de l'Union soviétique qui permet à la Chine de se procurer à faible cout toute la technologie nécessaire à un vol habité. En 1995, des accords sont passés entre la Russie et la Chine portant sur l'acquisition des technologies du vaisseau russe Soyouz ainsi que l'achat d'exemplaires du vaisseau, de systèmes de support-vie, d'amarrage et de combinaisons spatiales. Les équipages chinois sont entrainés dans les installations de la Cité des Étoiles à Moscou. Le programme est baptisé Shenzou, c'est-à-dire vaisseau divin, allusion au nom poétique de la Chine (pays divin). Le premier vol du vaisseau spatial sans équipage, Shenzhou 1 a lieu le 20 avril 1999, une date choisie pour symbolisme puisqu'il s'agit du 50e anniversaire de la fondation de la République populaire de Chine. Le vaisseau Shenzhou a des caractéristiques très proches du vaisseau Soyouz. Il se différencie par des dimensions légèrement supérieures et une forme légèrement plus cylindrique. Le 15 octobre 2003, Yang Liwei devient le premier chinois à aller dans l'espace dans le cadre de la mission Shenzhou 5. La Chine devient la troisième nation spatiale après l'Union soviétique et les États-Unis capable de lancer des hommes dans l'espace. Deux autres vols ont lieu en 2005 avec deux astronautes et en 2008 avec une sortie extra-véhiculaire tandis qu'une mini station spatiale, Tiangong 1, est lancée fin 2011,0.

### Les années 2000
Les autorités chinoises publient pour la première fois en 2000 un livre blanc sur l'activité spatiale chinoise. Celui-ci est subdivisé en trois domaines : technologie, applications et science. Les bénéfices de la coopération et des échanges internationaux y sont mis en avant tandis que le programme spatial habité y occupe une place discrète. Au cours de la décennie, les réalisations du programme spatial chinois continuent à être mis en avant par les dirigeants comme la preuve de la réussite du socialisme chinois. Mais cette image projetée par le régime essentiellement à usage interne contribue à susciter une certaine méfiance de la part des autres puissances spatiales qui par ailleurs redoutent la montée en puissance d'un concurrent commercial aux coûts peu élevés. Cette méfiance est particulièrement exacerbée aux États-Unis où le rapport du sénateur républicain Cox, rédigé à la fin des années 1990, déclenche la mise en place de barrières limitant les transferts technologiques et les échanges commerciaux avec la Chine. La Chine accumule durant cette décennie les succès dans un grand nombre de domaines : déploiement du système de positionnement à usage militaire Beidou, développement de l'activité d'observation de la Terre et de systèmes de reconnaissance militaire, satellites d'observation et de recherche océanographique, systèmes de télécommunications couvrant toute la gamme des services, mise en place d'un réseau de satellites météorologiques, lancement de sondes spatiales lunaires.
Le nouveau responsable chinois Hu Jintao arrivé au pouvoir en 2002 poursuit la politique pragmatique de son prédécesseur sans augmenter de manière visible la part budgétaire consacrée à l'espace. En 2003, avec le programme Shenzhou, la Chine devient la troisième puissance spatiale après la Russie et les États-Unis à lancer un homme dans l'espace.

#### Les débuts de l'exploration du système solaire
Le premier projet de sonde spatiale lunaire chinoise  est proposé dès 1962 par l'Université de Nankin. Mais lorsqu'en 1970, la Chine parvient à placer en orbite son premier satellite artificiel, les missions scientifiques ne constituent pas une priorité. Le sujet n'est à nouveau abordé par les responsables chinois qu'en 1994 à la suite du succès de la sonde spatiale Hiten lancée par le Japon, qui démontre que l'exploration lunaire n'est pas un monopole des deux principales puissances spatiales. Mais, une nouvelle fois, la priorité est donnée au programme habité. En 1995, le directeur de la recherche spatiale de l'Académie chinoise des sciences, Jiang Jingshan, annonce toutefois qu'un projet d'orbiteur lunaire est à l'étude. La première mission lunaire, baptisée Chang'e 1, est finalement approuvée le 28 février 2003 sous le nom officiel de projet 211, avec un budget de 1,4 milliard de yuans (140 millions d'euros). Pour réduire son cout, la première sonde spatiale chinois, d'une masse de 2,35 tonnes, est dérivée d'un satellite de télécommunications de la série des DFH-3. L'objectif de la mission est de photographier la surface de la Lune en trois dimensions, de déterminer la composition du sol, de mesurer l'épaisseur du régolithe et d'évaluer l'environnement lunaire. Deux centres consacrés l'un aux technologies des sondes spatiales l'autre aux sciences planétaires, sont créés. Deux grandes antennes paraboliques sont construites sur le territoire chinois près de Pékin (50 mètres de diamètre) et Kunming dans le Yunnan (40 m) afin de pouvoir communiquer avec les sondes spatiales lointaines.
Le lancement de Chang'e 1, qui a lieu le 24 octobre 2007, fait partie d'une vague d'engins spatiaux d'origine asiatique qui viennent réactiver l'exploration de la Lune et démontrent les ambitions de ces nouvelles puissances spatiales. Le lancement de la sonde spatiale chinoise est en effet précédé un mois plus tôt par celui de l'engin japonais Kaguya et suivi en 2008 par la sonde spatiale indienne Chandrayaan-1. Contrairement aux habitudes des autorités chinoises, les images du lancement de Chang'e 1 sont diffusées en direct. Ne disposant pas d'un lanceur suffisamment puissant, la sonde spatiale chinoise atteint la Lune après une série de manœuvres s'étalant sur deux semaines. La mission qui s'achève en mars 2009 avec l'écrasement contrôlé de la sonde spatiale à la surface de la Lune est un succès total sur les plans scientifique et techniques. Une sonde spatiale jumelle Chang'e 2 est lancée le 1er octobre 2010 et atteint la Lune en cinq jours grâce à un lanceur plus puissant. Après avoir achevé sa mission primaire en juin 2011 la sonde spatiale, qui reste en parfait état de marche, est utilisée pour valider les capacités des contrôleurs de mission dans le domaine de la navigation spatiale. La sonde spatiale est dans un premier temps dirigée vers le point de Lagrange L2 du système Terre-Lune puis survole à une distance de 3,2 km l'astéroïde (4179) Toutatis,.
La planète Mars fait partie des destinations étudiées par le Projet 863 (en) mis sur pied vers 2003 et consacré aux projets d'exploration du système solaire. Mais la priorité va au programme d'exploration lunaire, destination moins complexe à atteindre, qui doit permettre à la Chine de maitriser les technologies qui seront mises en œuvre par les missions martiennes. Toutefois la Russie donne l'opportunité à la Chine de lancer une mission vers Mars sans avoir à développer une sonde spatiale complète. Profitant d'une embellie économique intervenant au milieu de la décennie 2000, l'Agence spatiale russe a décidé de réactiver son programme d'exploration du système solaire qui n'a plus connu de succès depuis plus de 20 ans. En 2005 elle lance le développement d'une mission ambitieuse, baptisée Phobos-Grunt, qui doit ramener des échantillons du sol de Phobos, une des deux lunes de Mars. Pour faciliter le financement du projet et donner de meilleures chances à son projet d'aboutir, la Russie décide de s'associer à la Chine en embarquant dans sa sonde spatiale un orbiteur martien chinois de petite taille qui doit être largué après l'insertion en orbite autour de Mars. L'accord avec la Chine est signé le 26 mars 2007. Le petit orbiteur de 115 kg doit étudier la magnétosphère de Mars, son champ gravitationnel, l'interaction entre le vent solaire et l'atmosphère de la planète et identifier par quel processus Mars a perdu l'eau présente à sa surface. Le lancement par une fusée Zenit, prévu initialement en 2009, a finalement lieu le 8 novembre 2011 en profitant de l'ouverture de la fenêtre de lancement suivante vers Mars. Comme prévu la sonde spatiale est placée de manière provisoire sur une orbite de parking autour de la Terre. Mais la manœuvre suivante consistant à injecter la sonde spatiale sur une  orbite de transfert vers Mars n'est pas déclenchée sans doute à la suite de la défaillance d'un équipement de Phobos-Grunt. L'engin spatial finit par effectuer une rentrée atmosphérique et s'écrase dans l'Océan Pacifique en janvier 2012.

### Les années 2010

#### Croissance de l'activité spatiale
De manière symbolique, la Chine dépasse en 2011 pour la première fois les États-Unis par le nombre de lancements dans l'année, avec 19 tirs effectués (un seul échec) contre 18 seulement (un échec également) pour les Américains. Les Russes restent toutefois bien devant avec 33 lancements, dont 3 échecs partiels ou totaux. En juin 2013, la Chine a lancé  depuis son entrée dans l'ère spatiale 232 engins spatiaux, dont 26 étrangers. 105 sont encore opérationnels.
En 2019, la Chine est premier rang en termes de lancement. On compte 34 tirs dont 2 échecs de la Chine - qui confie la totalité de ses satellites a ses lanceurs nationaux -, 27 pour les États-Unis et 22 pour la Russie. Mais au troisième rang en termes de tonnage mit en orbite avec 75 201 kg, contre 165 473 kg pour les États-Unis et 83 117 kg pour la Russie.

#### Missions scientifiques
Début 2011, le gouvernement chinois décide de donner un coup d'accélérateur aux missions spatiales scientifiques. Dans le cadre du 12e plan quinquennal, il annonce la réalisation de cinq missions scientifiques ambitieuses (DAMPE, HXMT, QUESS, ShiJian-10 et KuaFu) qui doivent être placées en orbite entre 2015 et 2017. Par ailleurs des études de faisabilité d'une dizaine de missions scientifiques sont lancées. En parallèle, le gouvernement décide de confier au Centre national des sciences spatiales la responsabilité nationale de l'ensemble des missions scientifiques. En juillet 2018, une enveloppe de 4 milliards de yuans (515 millions d'€) est débloqué pour la phase deux du programme scientifique. Celle-ci comprend quatre nouvelles missions scientifiques dont le lancement doit intervenir à partir de 2020 : GCAM (détection de la contrepartie électromagnétiques des ondes gravitationnelles), SMILE (étude de la magnétosphère terrestre) en collaboration avec l'Agence spatiale européenne, Einstein (télescope à rayons X mous pour la détection des objets transitoires) et ASO-S un observatoire solaire. Par ailleurs un projet. En 2014 les agences spatiales française, (CNES) et chinoise (CNSA)  décident de développer ensemble l'observatoire spatial Space Variable Objects Monitor dont l'objectif principal est d'observer et caractériser les sursauts gamma.

#### Lanceurs
La capacité de lancement chinoise était limitée  à 8,6 tonnes en orbite terrestre basse, 2,8 t en orbite héliosynchrone et 5,5 t en orbite de transfert géostationnaire par la première génération de ses fusées Longue Marche. En 2015 commence le déploiement d'une nouvelle génération de lanceurs (CZ-5, CZ-6, CZ-7 et CZ-11). Celui ci s'accompagne de l'inauguration de la base de lancement de Wenchang située en bord de mer à une latitude méridionale mieux placée pour les lancements en orbite géostationnaire et de manière générale limitant les risques liées aux retombées des corps de fusée. la CZ-5, qui vole pour la première fois en 2016 porte la capacité de lancement chinoise à 25 tonnes en orbite terrestre basse, 13 t en orbite héliosynchrone et 14 t en orbite de transfert géostationnaire. Mais le deuxième vol en 2017 est un échec ce qui entraîne le report de plusieurs années de missions scientifiques et habitées dépendant de ces nouvelles capacités. Le déploiement de la CZ-7, censée remplacer en partie les lanceurs existants les plus puissants, n'a toujours pas pris effet fin 2019 (2 vols en tout depuis 2016).
Le gouvernement chinois décide en 2014 d'ouvrir l'activité du lancement de satellites à la concurrence. Ces sociétés bénéficient d'une aide à la fois de l'agence nationale chargée de superviser les développements dans le domaine spatial (l'Administration d'État pour la Science, la Technologie et l'Industrie de la Défense nationale ou SASTIND) et du principal groupe industriel national impliqué dans le secteur spatial, la Société de sciences et technologies aérospatiales de Chine (CASC). Une dizaine de start-up chinoises sont créées au cours des années suivantes en développant dans un premier temps des micro-lanceurs : parmi celles-ci OneSpace iSpace, LandSpace. Le lanceur léger Hyperbola-1 de iSpace, une fusée de 31 tonnes capable de placer 300 kilogrammes sur une orbite basse, est le premier lanceur à réussir une mise en orbite le 25 juillet 2019. Jielong-1 un lanceur de 23,1 tonnes capables de placer 150 kg en orbite basse effectue également un premier vol réussi le 17 août 2019. Les lanceurs développés initialement sont le résultat d'assemblage d'étages de missile à propergol solide. Mais certaines de ces sociétés ont des objectifs plus ambitieux et développent leurs propres étages et système de propulsion comme LandSpace qui développe Zhuque-2 une fusée à ergols liquides pouvant placer 4 tonnes en orbite basse.

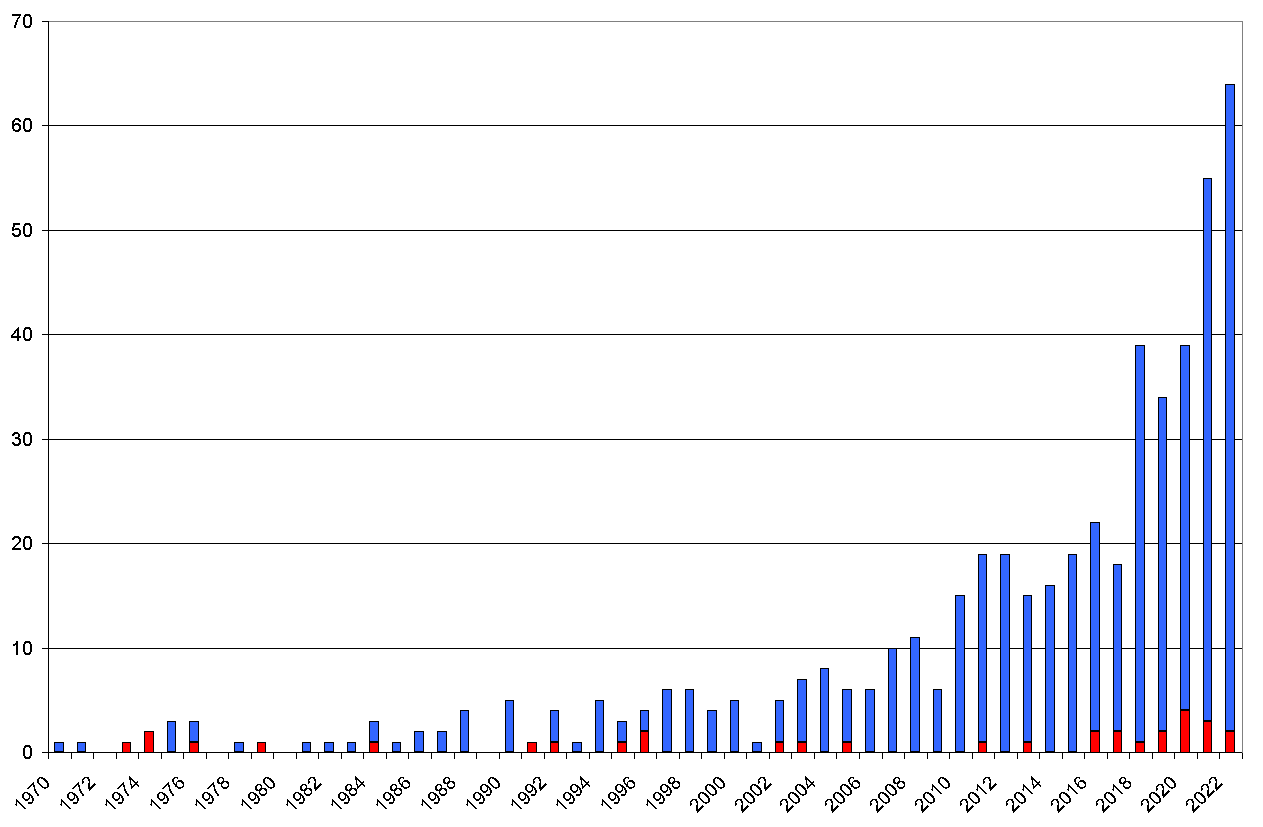
Nombre de lancements spatiaux par la République populaire de Chine entre 1970 et 2022. Le premier tir de test d'un lanceur en 1969 qui fut un échec n'est pas indiqué. Les années après 1970 qui ne sont pas indiquées n'ont vu aucune tentative de tir.
- Bleu : Succès
- Rouge : Échec

### Les années 2020

#### Constellations en orbite basse
Suivant une démarche initiée dans les pays occidentaux la Chine a étudié à compter de 2016 le déploiement de méga-constellations de satellites en orbite basse. En 2018 le CASC annonce le développement de la constellation Hongyang qui doit comprendre dans une première phase 320 satellites circulant à une altitude de 1 100 kilomètres. En décembre 2018 un satellite prototype Hongyang 1 est placé en orbite. Il est prévu de déployer 60 satellites d'ici 2022. À la même époque l'autre grand conglomérat aérospatial, CASIC, annonce le développement de sa constellation Hongyun qui doit comprendre dans une première phase 156 engins spatiaux. Un prototype Hongyun 1 est placé en orbite en décembre 2018. Mais ces deux projets sont finalement abandonnés et la Chine communique en septembre 2021 son intention de déployer une méga-constellation, baptisée Guowang, qui doit comporter 13 000 satellites. Celle-ci doit être gérée par la société China Satellite Network Group Corporation créée dans ce but et basée dans la ville de Xiong'an. Le projet est remanié à plusieurs reprises mais semble en 2024 stabilisé. On dispose début 2024 de très peu d'informations sur ses caractéristiques techniques et le planning de déploiement de cette constellation dont le développement est étroitement contrôlé par l'État chinois. Guowang répond plus à des objectifs stratégiques que commerciaux. Le lancement des premiers satellites est planifié en 2024 et le déploiement comprendra deux phases.
On assiste en parallèle en Chine au début du déploiement d'autres constellations de satellites soutenues par des intérêts privés, dont la plus importante est G60 (1 296 satellites). Pour permettre le lancement des satellites de toutes ces constellations, le gouvernement chinois a libéralisé le marché du lancement spatial en permettant à des intérêts privés de développer des lanceurs puissants qui viennent directement concurrencer les fusées Longue Marche développées par les entreprises directement contrôlées par l’État (CASC et CASIC).

#### Programme spatial lunaire habité
Les projets de programme spatial lunaire habité se précisent au début des années 2020. Les responsables chinois prévoient de déposer deux astronautes à la surface de la Lune vers 2030. L'objectif à terme est de disposer d'un avant-poste occupé de manière semi-permanente au pôle sud de la Lune. Ces missions s'appuient sur deux lanceurs super-lourds : la Longue Marche 10 (27 tonnes en orbite de transfert lunaire), dont le premier vol est prévu en 2027, sera utilisée pour les premières missions lunaires. La Longue Marche 9 plus capacitaire (50 tonnes), dont le premier vol est prévu en 2030, permettra de lancer de poser des modules lunaires plus lourds à la surface de la Lune.

## Organisations spatiales chinoises

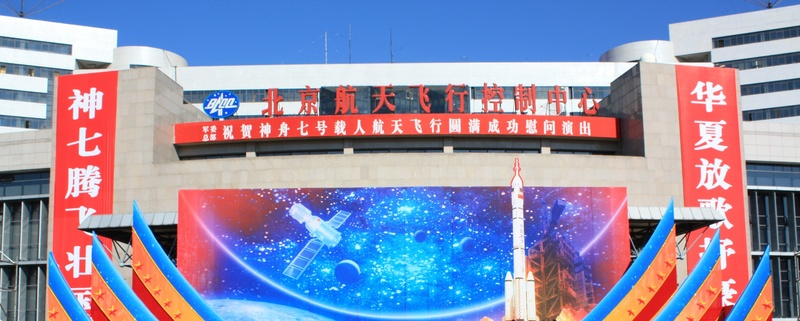
Le Centre de contrôle et de commandement aérospatial de Pékin (中国人民解放军陆军航空兵, pinyin : Lu Jun Hang Kongbin, PLA Army Air Corps) utilisé, entre autres, pour le programme Shenzhou de vol habités et le programme chinois d'exploration lunaire après la mission Shenzhou 7 en 2008.

### Les acteurs institutionnels
Les principaux acteurs institutionnels dans le domaine spatial chinois sont : 
- L'Administration spatiale nationale chinoise (CNSA) est l'une des deux agences spatiales chinoises. Elle définit la politique spatiale nationale, gère la coopération internationale et met en œuvre les orientations du gouvernement chinois. Elle comprend trois départements : ingénierie des systèmes (développement et planification de l’industrie spatiale, fabrication et essais des systèmes spatiaux) ; science, technologie et contrôle qualité (coordination des activités de recherche, contrôle qualité, métrologie, standardisation des sciences et technologies spatiales) ; affaires internationales.
- Agence chinoise des vols spatiaux habités plus connue sous son acronyme anglais CMSA (China Manned Space Agency)  est la deuxième agence spatiale chinoise. Elle joue un rôle complémentaire par rapport au CNSA en prenant en charge le programme spatial habité chinois en particulier le développement et la gestion des missions du programme Shenzhou et la réalisation des stations spatiales (Tiangong-1, ...). Elle est rattachée à l'Armée Populaire de Libération c'est-à-dire aux forces armées chinoises.
- L’Administration d’État pour la Science, la Technologie et l’Industrie de la Défense nationale (SASTIND), qui remplace depuis la réorganisation de 2008 la COSTIND, exerce la tutelle sur les industries spatiales chinoises ainsi que sur l'China National Space Administration (CNSA). Elle est rattachée au ministère de l'Industrie et des Technologies de l'information (MIIT) également créé en mars 2008.
- Le ministère des Sciences et des Technologies (MOST) intervient dans le secteur spatial pour la définition et la gestion des programmes scientifiques comme le programme 863 (développement des hautes technologies) qui finance plusieurs projets de recherche et développement dans le domaine spatial. Le MOST gère par ailleurs le Centre National de Télédétection de Chine (NRSCC).
- Le Centre national des sciences spatiales (NSCC) institut de recherche rattaché à l’Académie chinoise des sciences (CAS) joue un rôle central depuis le début de l'ère spatiale dans la mise au point des technologies spatiales. Concepteur du premier satellite artificiel chinois Dong Fang Hong I il développe l'avionique et les charges utiles des satellites d'application. Depuis la réforme du domaine spatial intervenue en 2011, l'institut est responsable sur le plan national de l'ensemble des missions scientifiques chinoises.

### L'industrie spatiale
L'industrie spatiale chinoise comprend à la fois des entreprises détenues par l'État chinois (CASTC et CACIS) et des sociétés privées. Les effectifs travaillant dans le domaine spatial sont évalués à environ 150 000 personnes soit l'équivalent des effectifs américains et le quintuple des effectifs européens. Les deux principales entreprises du secteur spatial appartiennent à l’État  :
- La Société de sciences et technologies aérospatiales de Chine ou CASC (acronyme de l'appellation anglaise) officiellement fondé en 1999 regroupe 110 000 salariés répartis dans 130 établissements dont 80 % (en 2008) était réparti dans 6 entités :
  - CALT (27 000 personnes) installée dans la banlieue sud de Pékin est le principal constructeur de lanceurs chinois avec la série des  Longue Marche. Sa filiale China Rocket développe également le lanceur léger à propergol solide Jielong-1. Cette société fabrique également les missiles balistiques intercontinentaux chinois ainsi que différents équipements à destination de l'industrie.
  - ARMT (9 700 personnes) installée à Xi'an est spécialisée dans la propulsion à propergol solide utilisée par les lanceurs et les missiles
  - CAST (10 000 personnes) installée à Pékin fabrique les satellites sauf les satellites météorologiques. La société dispose d'un site de construction de satellites à Tianjin
  - CAPA (8 000 personnes) installée à Xi'an et Hohhot est un institut de recherches spécialisé dans la propulsion à ergols liquides
  - SAST (20 000 personnes) installée à Shanghai développe les deux premiers étages des lanceurs LM1 et 2 et le lanceur complet LM 4. La société développe également les satellites météorologiques. Elle construit plusieurs dizaines de satellites chaque année.
  - SSIC (6 000 personnes) installée dans la province du Sichuan développe des systèmes associés aux missiles et aux lanceurs ainsi que les stations terrestres.
  - AALPT qui emploie 10 000 personnes et est implantée dans  la région du Shaanxi fabrique les moteurs-fusées à ergols liquides qui propulsent les lanceurs chinois.
- La Société chinoise des sciences et de l'industrie aérospatiales (CASIC) est un groupe fondé en 2001 qui emploie 150 000 personnes dont un tiers dans le spatial. CASIC fabrique notamment les moteurs à propergol sodide et joue un rôle deprepier plan dans le programme spatial habité chinois et l'exploration du système solaire. CASIC a inauguré fin 2022 un établissement situé à Wuhan qui selon une source officielle peut construire 240  satellites  de moins d'une tonne par an.
- Le constructeur de satellites Commsat a achevé fin 2022 la construction d'un site de production à Tangshan (non loin de Pékin)  qui, dans une première phase, peut fabriquer chaque année 50 satellites aux caractéristiques standard et 20 satellites aux spécifications non standard[30].
- À Nantong, la société Galaxy Space a pratiquement achevé début 2023 une méga usine capable de fabriquer 500 satellites par an[30].

Une dizaine de start-up chinoises, qui ont été créées au cours de la décennie 2010, développent des lanceurs légers et ont pour certaines ont l'ambition de développer des lanceurs plus puissants :
- OneSpace implantée à Pékin et créée en 2015, constructeur du lanceur OS-M[31] :
- iSpace implantée à Pékin et créée en 2016, construit le lanceur léger Hyperbola-1 à propergol solide capable d'emporter 300 kg en orbite basse (premier vol réussi en 2023)[32] et développe une version plus puissante Hyperbola-2 utilisant des moteurs à ergols liquides capable d'emporter 1,9 tonne[33].
- Galactic Energy implantée à Pékin construit le lanceur léger à propergol solide Ceres-1 à propergol solide capable de placer 350 kilogrammes en orbite basse qui début 2023 avait déjà effectué 5 vols tous réussis. La société développe également un lanceur plus puissant à ergols liquides Pallas-1 pouvant placer 4 tonnes sur une orbite basse et utilisant des moteurs-fusées développés en interne. Le premier vol est prévu en 2024[34].
- LandSpace est une société implantée à Pékin beaucoup plus ambitieuse que les précédentes car elle développe un lanceur à ergols liquides (méthane hydrogène) Zhuque 2 capable de placer 4 tonnes en orbite basse qui effectue un vol presque réussi fin 2022 (anomalie guidage final)[35].
- CAS Space est une filiale de l'Académie chinoise des sciences installée à Guangzhou avec son siège à Pékin qui a mis au point un lanceur léger à propergol solide Zhongke-1A capable de placer 1,5 tonne en orbite basse et qui a effectué un vol inaugural réussi en 2022[36].
- Space Pioneer est une société basée à Pékin et Xi'an avec un centre d'essais à Zhengzhou et une usine à Suzhou. La société a été créée avec l'objectif de développer des lanceurs réutilisables. Pour les propulser elle développe en interne ses propres moteurs kerolox[37]. Son lanceur Tianlong 2 capable de placer 2 tonnes sur une orbite basse a effectué son premier vol en avril 2023 et elle a un projet de lanceur capable de placer 17 tonnes en orbite basse[38].
- Orienspace est une société  basée à Jinan qui développe le lanceur moyen à propergol solide Gravity-1 capable de placer 6,5 tonnes en orbite basse. Le premier vol est planifié fin 2023[39].
- Rocket Pi est une société basée à Pékin qui développe le lanceur léger réutilisable Darwin-1 (premier vol prévu en 2023) capable de placer environ 500 kilogrammes en orbite basse.
- LinkSpace est une société basée à Pékin qui développe le lanceur léger réutilisable New Line-1 (premier vol prévu en 2023) utilisant une propulsion à ergols liquides et capable de placer environ 300 kilogrammes en orbite basse.
- Jiuzhou Yunjian est un motoriste basé à Pékin qui développe des moteurs-fusées à ergols liquides (Lingyun-10 et Lingyun-70 de 10 et 70 tonnes de poussée) utilisé par certains constructeurs de lanceurs du secteur privé chinois comme Linkspace et Rocket Pi.

Par ailleurs, le Centre chinois de lancement et de poursuite (China Satellite Launch and Tracking Control Center General, CLTC) gère les centres de lancement et les différents moyens de suivi (navires, stations terrestres).

### Les centres de lancement
| \| Jiuquan Taiyuan Xichang Wenchang \| Bases de lancement de la Chine |
| Jiuquan Taiyuan Xichang Wenchang                                      |

La Chine dispose en 2020 de quatre bases de lancement qui sont toutes sous la coupe de la Force du soutien stratégique de l'Armée populaire de libération et depuis juin 2019 d'une base de lancement flottante, déployée en mer Jaune :
- La base de lancement de Jiuquan, le centre le plus moderne est affecté aux lancements des vols spatiaux habités et des satellites en orbite basse. Il est situé dans le nord de la Chine dans le désert de Gobi.
- La base de lancement de Taiyuan, située dans la province du Shanxi, est utilisée pour lancer les satellites placés en orbite basse et en orbite héliosynchrone.
- La base de lancement de Xichang était la base la plus proche de l'équateur jusqu'à l'entrée en fonction de la base de Wenchang en 2016 et était à ce titre affectée aux lancements en orbite géostationnaire. Elle est enclavée dans une zone montagneuse et relativement peuplée. Les activités civiles de cette base seront progressivement transférées à la base de Wenchang.
- La base de lancement de Wenchang, située dans le Sud de la Chine sur l'île de Hainan, bénéficie de meilleures conditions naturelles : sa situation en bord de mer limite les risques pour les populations avoisinantes et permet le transport par voie maritime des fusées Longue Marche 5 de grand diamètre (5 mètres) qui sont construites dans de nouvelles installations situées près du port de Tianjin. D'autre part sa latitude méridionale (19,6° Nord) accroît mécaniquement de 7,4 % la performance des fusées pour les tirs des satellites géostationnaire par rapport à Jiuquan. Le tir inaugural a eu lieu le 26 juin 2016.

Les capacités offertes par ces bases sont les suivantes :
| Base     | Opérationnelle | Orbite          | Orbite  | Vol habité | Pas de tirs actifs    |
| Base     | Opérationnelle | géostationnaire | polaire | Vol habité | Pas de tirs actifs    |
| -------- | -------------- | --------------- | ------- | ---------- | --------------------- |
| Jiuquan  | 1958 -         | Non             | Oui     | Oui        | CZ-2C, -2D, -2F CZ-4B |
| Taiyuan  | 1968 -         | Non             | Oui     | Non        | CZ-2C CZ-4B, -4C CZ-6 |
| Xichang  | 1984 -         | Oui             | Non     | Non        | CZ-3A, -3B, -3C       |
| Wenchang | 2016 -         | Oui             | Oui     | Non        | CZ-5 CZ-7             |

## Les lanceurs

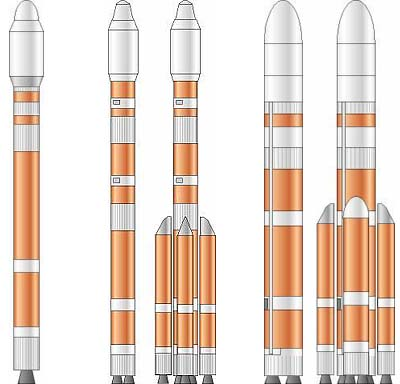
La famille de lanceurs Longue Marche 5.

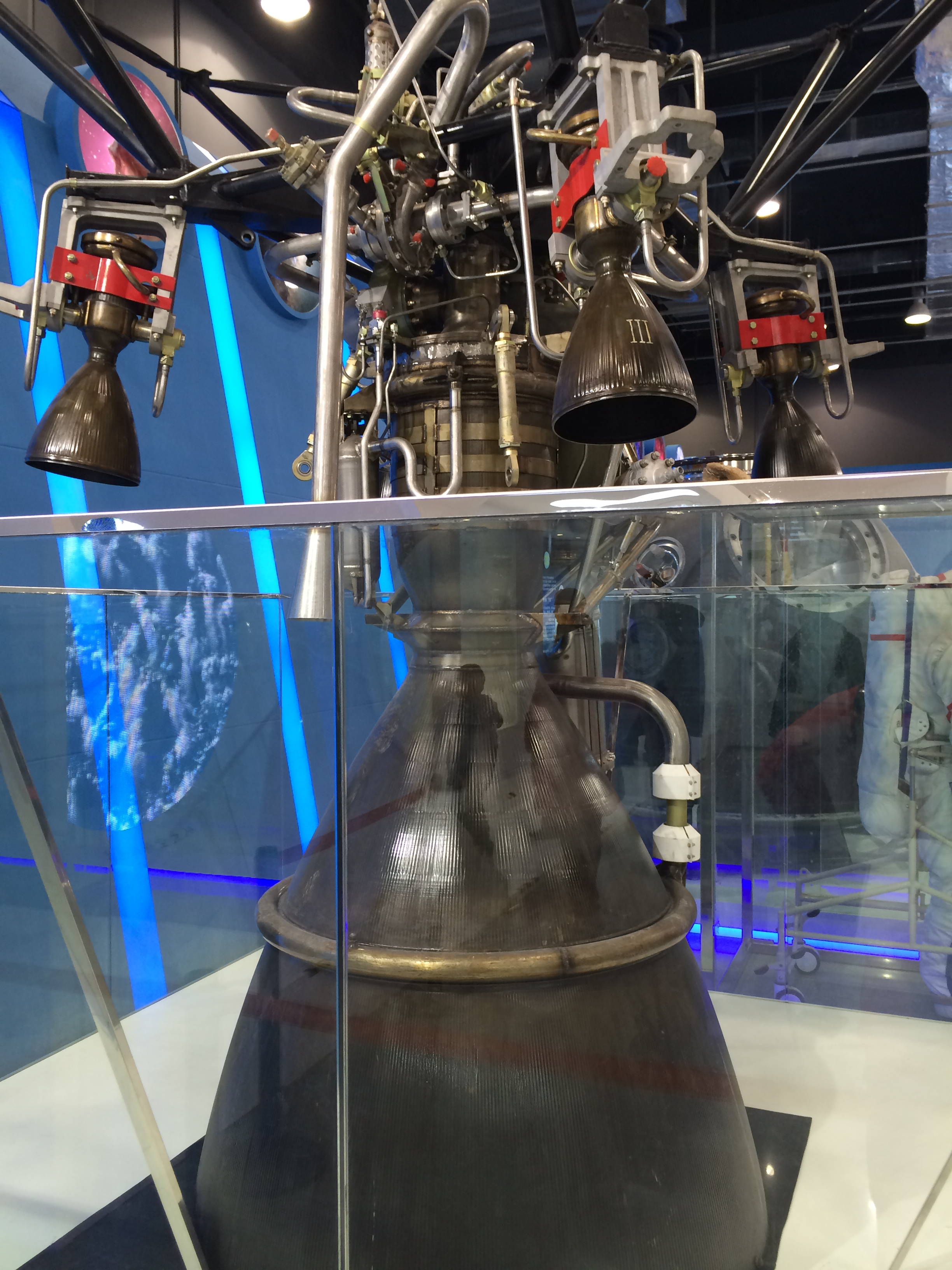
Moteur-fusée à ergols liquides YF-24B propulsant la première génération des lanceurs chinois.

### Première génération
Jusqu'en 2016, la Chine utilise pour ses lancements la famille de fusées Longue marche (Chang Zheng abrégé CZ) qui permet de placer en orbite basse jusqu'à 12 tonnes. Il existe trois sous-familles de lanceurs spécialisées chacune dans la desserte d'un type d'orbite :
- Les lanceurs CZ-2 sont spécialisés dans la desserte de l'orbite basse. Ils peuvent placer de 3,3 à 9,5 tonnes en orbite basse. Le lanceur CZ-2F est la version utilisée pour lancer les vaisseaux spatiaux avec équipage.
- Les lanceurs CZ-3 sont spécialisés dans le lancement en orbite géostationnaire. Ils possèdent tous un étage supérieur propulsé par un moteur utilisant le mélange oxygène/hydrogène liquide.
- Les lanceurs CZ-4 sont destinés à la desserte de l'orbite polaire et en particulier l'orbite héliosynchrone utilisée par les satellites d'observation de la Terre et les satellites de reconnaissance. Les différents lanceurs de cette catégorie permettent de placer en orbite une charge utile pouvant aller jusqu'à 2,8 tonnes.

Les différentes sous-familles sont obtenues en combinant les mêmes étages. Il y a dans certains cas plus de points communs entre deux types de lanceurs appartenant à des sous-familles différentes qu'entre les lanceurs d'une même sous-famille. Les lanceurs chinois existants utilisent généralement des technologies anciennes avec des moteurs-fusées aux performances médiocres utilisant la combinaison d'ergols stockables mais toxiques UDMH/Peroxyde d'azote. Pour les lancements en orbite géostationnaire, la Chine a mis au point un étage supérieur propulsé par un moteur cryogénique (oxygène liquide/hydrogène liquide) aux performances toutefois assez médiocres
Deux lanceurs ont été retirés très tôt du service :
- Le lanceur CZ-1 dérivé du missile Dong-Feng 3 et retiré du service, a été tiré à 6 reprises entre 1970 et 2002 pour lancer des engins expérimentaux.
- Dans les années 1970, le lanceur Feng Bao 1 (Tempête en chinois) capable de lancer 2 tonnes en orbite basse a été également développé dans les années 1970. Le dernier lancement a eu lieu en 1981 après huit tirs (dont quatre échecs).

### La deuxième génération des lanceurs Longue Marche

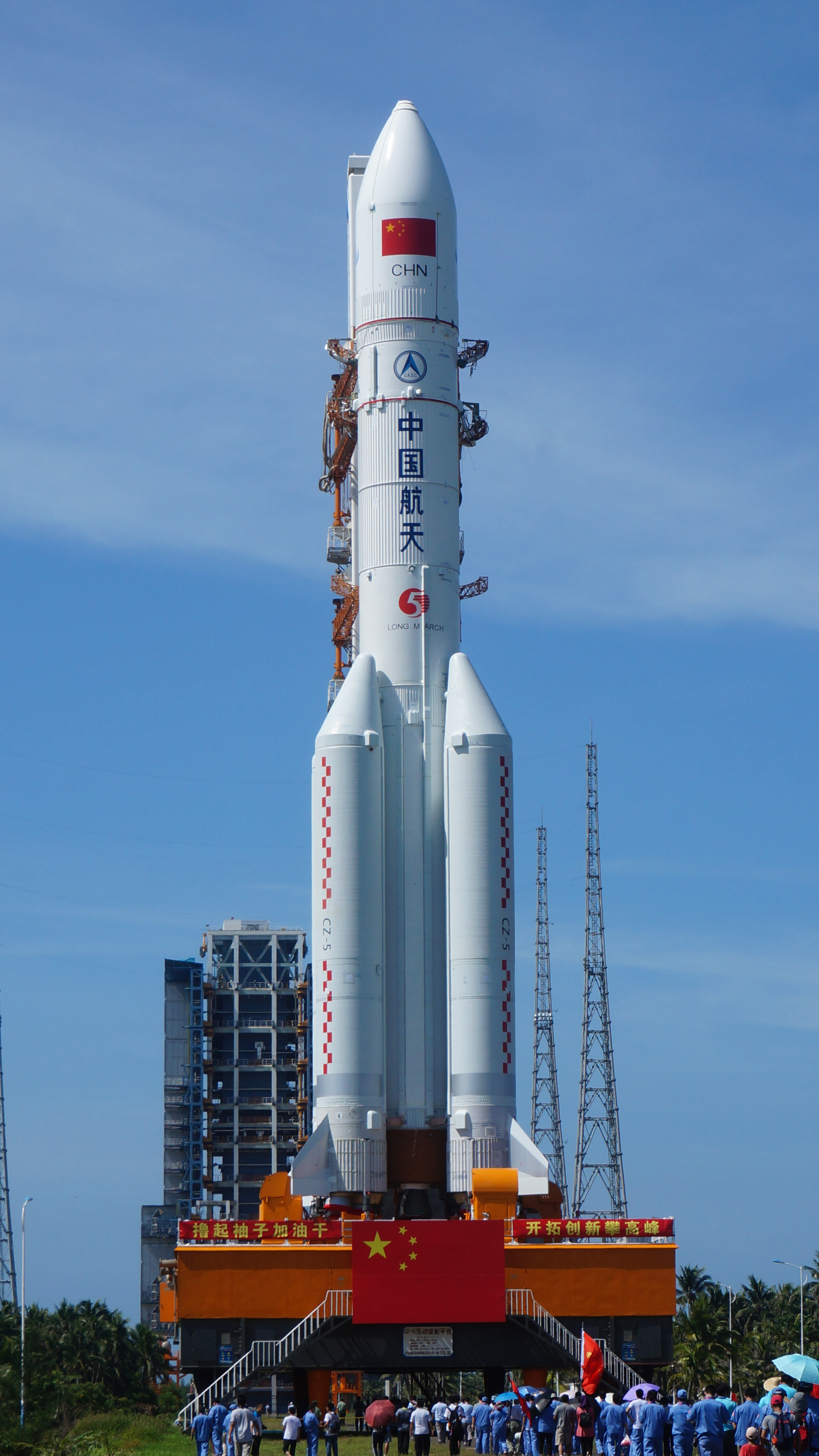
Le lanceur lourd Longue Marche 5 peu avant son deuxième vol (2017).

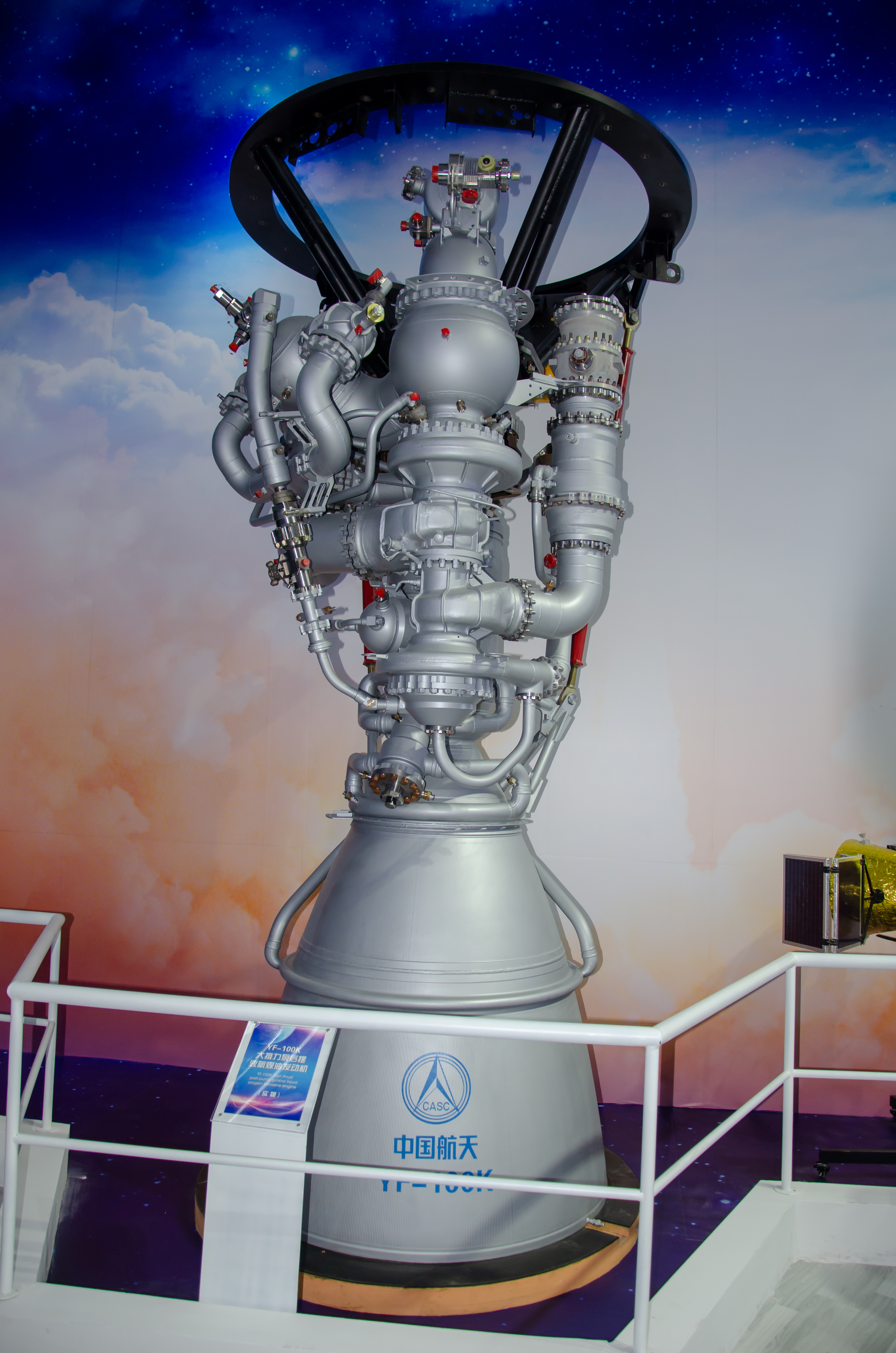
maquette du moteur-fusée YF-100 qui propulse les lanceurs Longue Marche de seconde génération.

Au début des années 2000, la Chine utilise toujours sa première génération des lanceurs  (Longue Marche 2, 3 et 4) dérivés de missiles balistiques intercontinentaux. Peu performants par rapport aux lanceurs des autres nations spatiales, ceux-ci utilisent des ergols UDMH/N2O4 toxiques et coûteux qui sont en voie de bannissement partout dans le monde. Avec ses lanceurs, la Chine peut placer en orbite basse des engins spatiaux d'une masse maximale de 10 tonnes environ : il manque  un lanceur lourd capable de répondre aux besoins de son programme spatial en pleine expansion. Celui-ci nécessite désormais  de placer en orbite géostationnaire des satellites de télécommunications lourds, de lancer des missions d'exploration du système solaire ambitieuses (mission de retour d'échantillon lunaire, rover martien) et d'assembler des composants de la station spatiale chinoise dont la masse unitaire approche les 20 tonnes. Pour répondre à ces besoins le développement d'une nouvelle famille de lanceurs baptisée Longue Marche 5 et comprenant notamment un lanceur lourd est annoncé par le gouvernement chinois en février 2001 avec comme objectif un premier lancement en 2008. Mais les moyens financiers correspondant ne sont débloqués qu'en 2007. La famille comprend trois lanceurs de puissances différentes qui mettent en œuvre des moteurs modernes (YF-100 et YF-77) brûlant un mélange kérosène/oxygène liquide ou hydrogène liquide/oxygène liquide.
Le lanceur lourd Longue Marche 5 a une capacité d'emport s'échelonnant entre 10 tonnes et 25 tonnes en orbite basse et entre 6 tonnes et 14 tonnes en orbite de transfert géostationnaire. Le  lanceur de moyenne puissance Longue Marche 7 peut placer 10 tonnes sur une orbite basse et 6 tonnes en orbite géostationnaire et doit remplacer dans ses différentes variantes les  lanceurs de la génération précédente en activité (Longue Marche 2, 3 et 4). Le troisième membre de la famille est  le lanceur léger Longue Marche 6 qui peut placer 1,5 tonnes en orbite basse,. Les trois lanceurs effectuent leur premier vol en 2015 et 2016. Par ailleurs, deux lanceurs légers utilisant du propergol solide ont commencé leur carrière dans les années 2010. Le lanceur Kuaizhou d'une capacité de 400 kg en orbite basse a été lancé pour la première fois en 2013. Le lanceur Longue Marche 11 qui peut placer 700 kg en orbite basse a effectué son vol inaugural le 25 septembre 2015.
La Chine développe un lanceur réutilisable d'une capacité intermédiaire, qui utilise la même technique que la fusée Falcon 9 pour récupérer le premier étage. La fusée Longue Marche 8 peut placer 7,6 tonnes en orbite et 4,5 tonne en orbite héliosynchrone. Le premier vol est planifié pour 2020.

### Développement de lanceurs super lourds
Après plusieurs études, la Chine a lancé à la fin des années 2010 le développement de deux lanceurs super lourds pour répondre aux besoins du programme spatial lunaire habité. Leurs spécifications ont été figées fin 2022. La fusée Longue Marche 10 sera la première disponible (2027). Elle sera capable de placer 70 tonnes en orbite basse et 27 tonnes sur une orbite de transfert vers la Lune. Son architecture est similaire à celle de la fusée Falcon Heavy. La propulsion repose sur des moteurs-fusées YF-100 (1er et 2e étage) et YF-75 (3e étage). Il est prévu que deux exemplaires soient utilisés pour les missions lunaires : un exemplaire placera en orbite le vaisseau spatial habité chinois de nouvelle génération et le deuxième exemplaire le module lunaire chargé de déposer à la surface de la Lune les astronautes chinois. Les premières missions à destination du sol de la Lune utiliseront cette fusée. Une version allégée (relevant plus de la catégorie des lanceurs lourds) et réutilisable, désignée Longue Marche 5ZRL sera développée pour développer l'orbite terrestre basse. Le lanceur Longue Marche 9 beaucoup plus puissant (150 tonnes en orbite basse, 50 tonnes sur une orbite de transfert vers la Lune), haut de 110 mètres pour un diamètre continu de 10 mètres, doit effectuer son premier vol en 2030 et permettra de lancer des modules lunaires beaucoup plus lourds. Il met en œuvre au niveau du premier étage 24 moteurs-fusées kerolox de 240 tonnes de poussée unitaire. Les deux lanceurs sont développés par l'Académie chinoise de technologie des lanceurs (CALT) et seront lancés depuis la  base de Wenchang,,.

### Lanceurs "privés"
Depuis 2015, date d'ouverture du marché des lancements spatiaux à la concurrence privée, une dizaine de start-up chinoises se sont lancées dans la réalisation de micro-lanceurs basés généralement sur des étages de missiles existants mais certains développent des lanceurs à ergols liquides beaucoup plus ambitieux. Les principaux lanceurs sont :
- Hyperbola-1 de la société iSpace (masse de 31 tonnes pour une charge utile en orbite basse de 300 kg) qui a effectué une première mise en orbite réussie le 25 juillet 2019[48].
- Jielong-1 de la société Chinarocket filiale du conglomérat CASC  (masse de 23,1 tonnes pour une charge utile en orbite basse de 150 kg) qui a effectué une première mise en orbite réussie le 17 aout 2019[49], Jielong-3.
- OS-M de la société OneSpace  en cours de mise au point
- Zhuque-1, Zhuque-2  et Zhuque-3 de la société LandSpace.
- Tianlong-2  et Tianlong-3 de la société Space Pioneer[50].

| Statut                    | Dates vol | Lanceur          | Capacités                                                    | Nbre lancements | Utilisation |
| ------------------------- | --------- | ---------------- | ------------------------------------------------------------ | --------------- | --- |
| Opérationnel              | 1974-     | Longue Marche 2  | Orbite basse : 9,2 tonnes                                    | 180             | Première génération des Longue Marche. Plusieurs versions dont une utilisée pour les missions habitées             |
| Opérationnel              | 1984-     | Longue Marche 3  | Orbite de transfert géostationnaire : 5,1 tonnes             | 147             | Première génération des Longue Marche. Lancement vers l'orbite géostationnaire. Plusieurs versions                 |
| Opérationnel              | 1988-     | Longue Marche 4  | orbite héliosynchrone : 3,5 tonnes                           | 99              | Première génération des Longue Marche. Satellites en orbite héliosynchrone                                         |
| Opérationnel              | 2013-     | Kuaizhou         | Orbite basse : 400 kg                                        | 8               | |
| Opérationnel              | 2015-     | Longue Marche 6  | Orbite basse : 1,5 t. orbite héliosynchrone : 1,1 t.         | 12              | Deuxième génération des Longue Marche.                                                                             |
| Opérationnel              | 2015-     | Longue Marche 11 | Orbite basse : 700 kg                                        | 16              | Lanceur à propergol solide dérivé du missile DF-31                                                                 |
| Opérationnel              | 2016-     | Longue Marche 7  | Orbite basse : 13,5 t. Orbite héliosynchrone 5,5 t.          | 11              | Deuxième génération des Longue Marche. Doit remplacer les anciens lanceurs Longue Marche 2 et 4                    |
| Opérationnel              | 2016-     | Longue Marche 5  | Orbite basse : 23 tonnes, transfert géostationnaire : 13 t.  | 9               | Deuxième génération des Longue Marche. Lancement de satellites géostationnaire, station spatiale, sondes spatiales |
| Opérationnel              | 2017-     | Kaituozhe-2      | Orbite basse : 350 kg                                        | 1               | |
| Opérationnel              | 2019-     | Hyperbola-1      | Orbite basse : 300 kg                                        | 4               | Premier lanceur chinois "privé"                                                                                    |
| Opérationnel              | 2019-     | Jielong-1        | Orbite héliosynchrone : 150 kg                               | 1               | Propergol solide (1,2 m. diamètre). Développé par une filiale du groupe CASC                                       |
| Opérationnel              | 2020-     | Longue Marche 8  | Orbite basse : 7,6 t.                                        | 2               | Deuxième génération des Longue Marche. Une version partiellement réutilisable est en cours de développement.       |
| Opérationnel              | 2020      | Ceres-1          | Orbite basse : 400 kg                                        | 5               | Lanceur à propergol solide                                                                                         |
| Opérationnel              | 2022-     | Zhongke-1A       | Orbite basse 2 tonnes                                        | 1               | Lanceur à propergol solide                                                                                         |
| Opérationnel              | 2022-     | Jielong-3        | Orbite héliosynchrone: 1 500 kg                              | 1               | Lanceur à propergol solide de 2,6 m. de diamètre. Développé par une filiale du groupe CASC.                        |
| Opérationnel              | 2022      | Zhuque-2         | Orbite basse : 6 tonnes                                      | 1               | Lanceur méthalox. Le premier vol est un échec.                                                                     |
| Opérationnel              | 2023      | Tianlong-2       | Orbite basse : 2 tonnes                                      | 1               | Lanceur à ergols liquides                                                                                          |
| En cours de développement | 2023-     | Gravity-1        | Orbite basse : 6 500 kg                                      |                 | Lanceur à propergol solide.                                                                                        |
| En cours de développement | 2023-     | Darwin-1         | Orbite basse : 470 kg                                        |                 | Lanceur à ergols liquides (méthalox).                                                                              |
| En cours de développement | 2023-     | Hyperbola-2      | Orbite basse : 1 900 kg                                      |                 | Lanceur à ergols liquides (méthalox). Premier étage réutilisable                                                   |
| En cours de développement | 2024      | Tianlong-3       | Orbite basse : 17 tonnes                                     |                 | Lanceur partiellement réutilisable à ergols liquides                                                               |
| En cours de développement | 2025-     | Zhuque-3         | Orbite basse : 21,3 t                                        |                 | Lanceur à ergols liquides (méthalox). Premier étage réutilisable                                                   |
| En cours de développement | 2027      | Longue Marche 10 | Orbite basse : 70 t Orbite de transfert vers la Lune : 27 t  |                 | Lanceur lourd de la classe de Space Launch System bloc 1.                                                          |
| En cours de développement | 2030      | Longue Marche 9  | Orbite basse : 150 t Orbite de transfert vers la Lune : 50 t |                 | Lanceur super lourd de la classe de Saturn V.                                                                      |
| Retiré du service         | 1972-1981 | Feng Bao 1       | Orbite basse : 2 t                                           | 11              | |
| Retiré du service         | 1969-1971 | Longue Marche 1  | Orbite basse : 300 kg                                        | 3               | |
| Retiré du service         | 2017-     | Kaituozhe-1      | Orbite basse : 100 kg                                        | 2               | Retiré de service après 2 échecs                                                                                   |
| Retiré du service         | 2018      | Zhuque-1         | Orbite basse : 300 kg                                        | 1               | Dérivé du missile DF-16. Le premier et seul vol du 27 octobre 2018 est un échec.                                   |

## Les satellites d'application

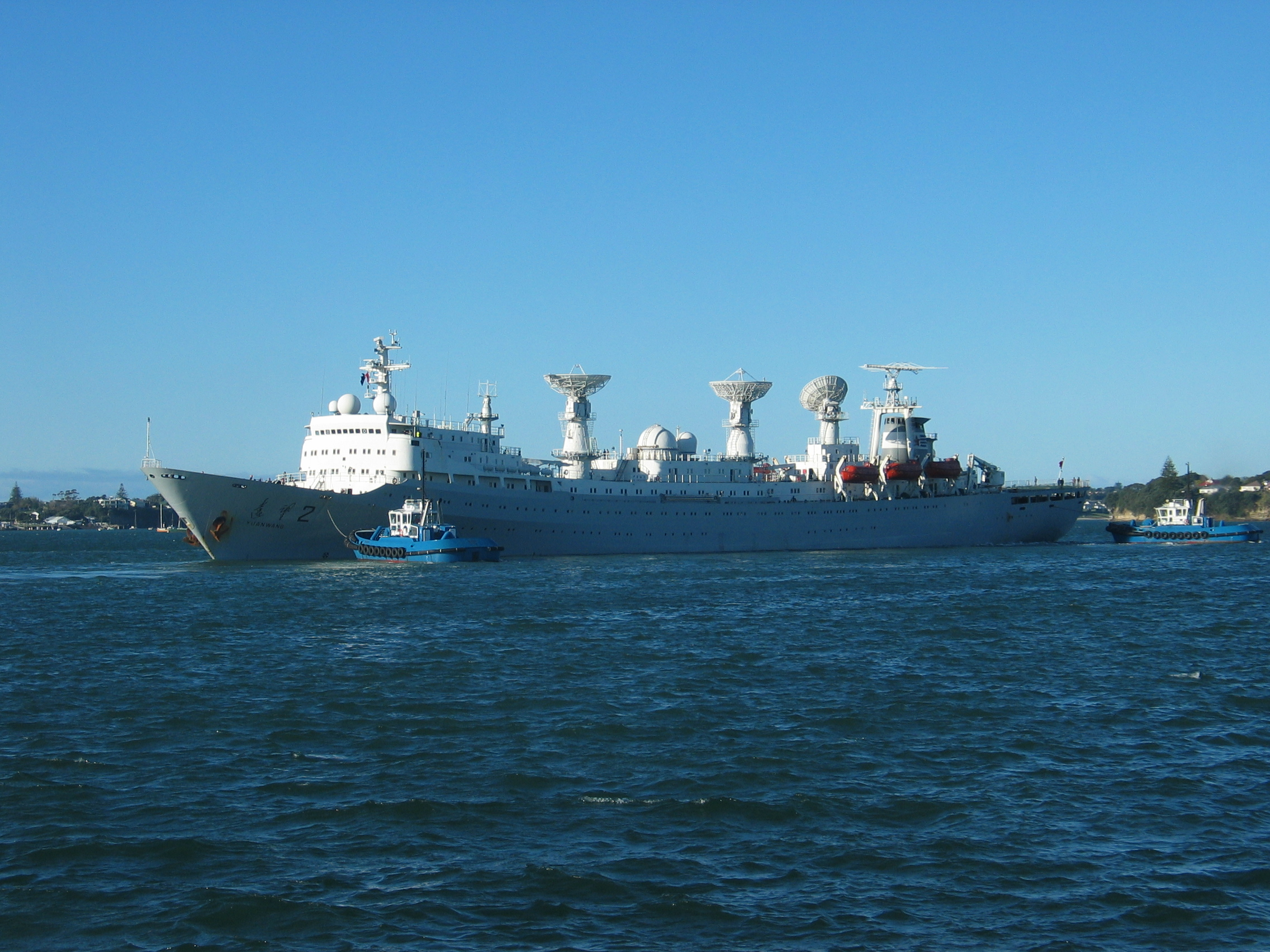
Un des six bâtiments d'essais et de mesures YuanWang de la marine chinoise utilisé pour, entre autres, le suivi des missions spatiales.

Comme l'Inde, la Chine a d'énormes besoins qui peuvent être couverts par les systèmes spatiaux. Elle a donc comme ce pays développé en priorité les satellites d'application.

### Satellites de télécommunications
La Chine a cherché très tôt à développer sa propre famille de satellites de télécommunications en orbite géostationnaire, les Dong Fang Hong (L'Orient est rouge). Trois satellites utilisant la deuxième génération de plateforme (DFH-2) sont lancés en 1986-1988. Mais c'est surtout la troisième génération utilisant la plateforme DFH-3 développée en coopération avec la société allemande MBB qui permet la mise à disposition de satellites ayant des capacités opérationnelles notables. Deux satellites civils lancés en 1994 et 1997 utilisant cette plateforme avec un échec au lancement et une durée de vie abrégée pour le suivant. Une plateforme de quatrième génération est développée avec l'assistance technique de Thales Alenia Space pour des satellites d'une masse maximale de 5,2 tonnes. Le premier satellite de la série a été lancé en 2007 et une quinzaine de satellites ont depuis été commandés dont la moitié à l'export. Toutefois la série rencontre des problèmes de fiabilité avec deux satellites tombés en panne une fois en orbite et un satellite à la durée de vie réduite pour huit lancements.
Il existe plusieurs opérateurs de satellites chinois utilisant des satellites d'origine nationales ou non : China DBSat et ChinaSatcom sont des sociétés détenues par l'état chinois tandis que APT Group et AsiaSat sont des sociétés privées basées à Hong Kong.
La Chine a lancé en 2008 et 2011 deux satellites relais Tianlian en orbite géostationnaire. Ces satellites de télécommunications doivent permettre, à l'image des TDRSS américains et de l'Artemis européen, d'assurer une couverture radio entre les vols spatiaux habités en orbite basse et la Terre et remplacent un réseau extensif de stations terrestres. Ces satellites reposent sur une plateforme DFH-3 Un troisième satellite doit être lancé en 2012.

#### Méga-constellations en orbite basse
La constellation de satellites la plus importante et qui est directement soutenue par l'État chinois est Guowang, une constellation de satellites de télécommunications de 13 000 satellites dont le déploiement doit débuter en 2024. Ce projet, très secret, répond plus à des besoins stratégiques que commerciaux. Plusieurs autres grandes constellations de satellites chinoises sont sur le point d'être déployées. La plus importante est G60 (baptisée plus récemment Qianfen) qui comprendrait 12 000 satellites de télécommunications. Ce projet est piloté par la société SSST dont le siège se situe à Shanghai. Celle-ci a obtenu un financement d'environ 900 millions euros qui rend ce projet très crédible. Contrairement à Guowang, ce projet n'est pas directement contrôlé par le gouvernement chinois mais il a le soutien du gouvernement régional de Shanghai et de l'Académie chinoise des sciences. Le déploiement doit débuter en 2024 avec le lancement des 108 premiers satellites. D'autres constellations de moindre taille, financés par différentes entreprises, sont également en projet. Le constructeur automobile chinois Geely a commencé à déployer les satellites GeeSAT de 130 kg dont 20 sont déjà placés en orbite (mai 2024). Pour répondre à ses besoins, elle a créé une usine à Taizhou capable de construire 500 satellites par an et conclu un accord avec la société iSpace pour la mise en orbite par des fusées Hyperbola. La société GalaxySpace dont le siège se situe à Pékin compte déployer de son côté un millier de satellites d'une masse comprise entre 225 et 330 kilogramme et circulant sur une orbite de 510 kilomètres. La société a inauguré en 2020 à Nantong une usine capable de fabriquer 300 à 500 satellites par an et un prototype Lingxi-03 a été placé en orbite en juillet 2023. Le géant chinois des télécommunications Huawei a exprimé le souhait de disposer de sa propre constellation de satellites.

### Observation de la Terre
La Chine a plusieurs programmes d'observation de la Terre menés par différents acteurs privés ou publics avec une certaine absence de coordination favorisée par le rôle effacé joué par l'agence spatiale chinoise.
Les satellites FSW à capsule récupérable ont été utilisés entre 1974 et 1995 à la fois à des fins civiles et militaires. Les satellites CBERS (China Brazil Earth Resources Satellite ou ZY Zi Yuan) ont été développés avec le Brésil. La première génération d'une masse de 1 450 kg est placée sur une orbite héliosynchrone comprend trois satellites lancés entre 1999 et 2007. Une deuxième génération, dans laquelle la participation du Brésil monte à 50 %, doit commencer à être déployée à partir de 2012. La Chine a par ailleurs développé une version purement locale dont le premier exemplaire ZY 1C a été lancé fin 2011 et qui pourrait répondre à des besoins militaires.
Les satellites DMC (Disaster Monitoring Constellation) sont une série de micro-satellites embarquant une caméra et développés sous maîtrise d’œuvre du constructeur anglais Surrey Satellite Technology. Ces satellites assurent une couverture optique permanente destinée à la prévention et au suivi des catastrophes majeures. Le premier exemplaire, d'une masse de 100 kg, a été lancé en 2003 et était exploité par plusieurs pays dont la Chine. Trois satellites de la version la plus récente DMC-3 ont une masse de 350 kg embarquent une caméra panchromatique de 1 mètre de résolution et doivent être lancés en 2014. Les satellites sont financés par une entreprise privée chinoise 21AT et sa filiale BLMIT qui commercialise les images produites.
Le Bureau d'État de la Mer lance des satellites d'observation des océans de la famille Haiyang (Océan). Les deux satellites de la première série HY-1 comprenait deux satellites (HY 1A et 1B) lancés respectivement en 2002 et 2007 placés en orbite polaire, stabilisés 3 axes et d'une masse de 360 kg. La deuxième série a commencé à être déployée en 2011 (HY-2A) embarque un altimètre, un scattéromètre et un imageur fonctionnant en micro-ondes.
En 2006, le CNSA propose le programme HDEOS d'observation de la Terre par satellite qui est approuvé par le gouvernement chinois en 2010. Ce programme est le premier en matière d'observation à haute résolution à usage civil chinois. Il se concrétise par la conception et la réalisation des satellites Gaofen dont le premier est lancé en 2013.

### Satellites météorologiques

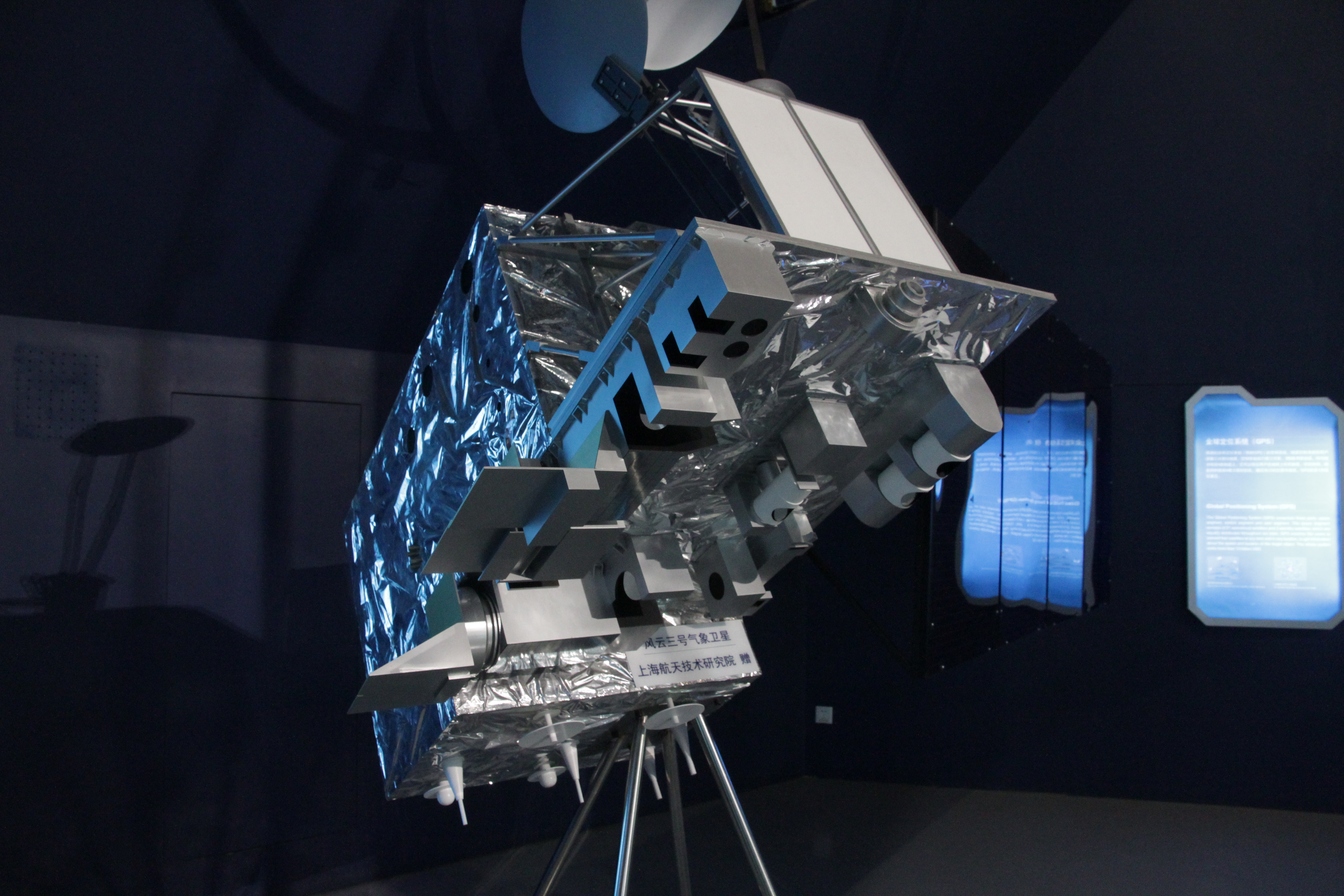
Maquette de satellite météorologique héliosynchrone de deuxième génération Fengyun-3.

La Chine dispose à la fois de satellites géostationnaires et de satellites à défilement pour recueillir les données météorologiques. Ces satellites baptisés Feng-Yun (Vents et nuages) ont un numéro impair pour les satellites à défilement et un numéro pair pour les satellites géostationnaires. Deux générations ont été lancées ou sont en cours de déploiement. Le premier satellite géostationnaire de première génération FY 2A a été placé en orbite 1997 après une tentative infructueuse en 1994. La série de ces satellites spinnés de 1,38 tonne comprend 9 exemplaires dont le dernier est lancé en 2019. Ces satellites occupent la position 105° Est au-dessus de l'océan Indien. La nouvelle génération en cours de déploiement FY-4 est stabilisée 3 axes. Les deux premiers satellites ont été lancés en 2016 et 2021. Le satellite polaire de première génération, FY1A est lancé en 1988. Trois autres satellites de cette génération d'une masse de 960 kg, ont été lancés entre 1990 et 1992. La deuxième génération d'une masse de 2,2 tonnes et stabilisée trois axes, est en cours de déploiement avec quatre satellites lancés en 2008, 2010, 2013 et 2017 (durée de vie quatre ans),,,.

### Satellites de positionnement
L'Armée chinoise a cherché à se doter très tôt d'un système de positionnement analogue au système GPS développé par les Américains. Ce système, baptisé Beidou moins sophistiqué que le GPS repose sur une constellation de satellites géostationnaires. Quatre satellites (trois sont suffisants) utilisant la plateforme DFH-3 - BD 1A à BD 1D - ont été lancés entre 2000 et 2007 (le dernier lancement a été un échec). Le recours à des satellites géostationnaires nécessite toutefois des terminaux à terre beaucoup plus lourds avec des antennes de 20 cm et Beidou n'assure qu'une couverture régionale. La Chine a décidé officiellement en 2003 de mettre en place un système de positionnement aux caractéristiques comparables (précision et couverture) aux systèmes GPS et Galileo européen. Le système chinois baptisé Compass comprend à la fois des satellites géostationnaires BD-2Gx (4 déployés en 2009 et 2010) et des satellites placés en orbite elliptique haute (BD-2M et BD-2I) dont le déploiement a débuté en 2010. Le nouveau système devrait être complètement déployé vers 2020.

### Satellites militaires
La Chine dispose début 2018 d'une flotte particulièrement étoffée de satellites militaires. Peu d'informations officielles sont disponibles sur cette branche de l'activité spatiale. Les autorités chinoises soit passent sous silence les objectifs des satellites concernés soit leur attribuent une finalité civile. Le pays dispose de deux paires de satellites de télécommunications militaires en orbite géostationnaire basés sur la plateforme moderne DFH-4. Les deux satellites Feng Huo 2 (5,2 tonnes) assurent des communications en bande C et UHF. La paire de satellites Shen Tong 2 assure des liaisons en bande Ku et dispose de plusieurs antennes orientables permettant de maintenir les liaisons avec des unités en mouvement. Ces satellites remplacent une première génération de satellites déployées par les forces militaires chinoises à compter du début des années 2000,.
Au début des années 1970, la Chine lance des satellites d'observation Fanhui Shi Weixing (FSW) à vocation à la fois civile et militaire. Les satellites FSW utilisent la technique des capsules récupérables : une fois les images stockées sur une pellicule photo, celle-ci est renvoyée sur Terre dans une petite capsule qui a la capacité de survivre à une rentrée atmosphérique. Au début des années 2000, la série des Ziyuan 2 constitue, semble-t-il, la première génération de satellites de reconnaissance moderne. Depuis 2007, les satellites de reconnaissance militaires sont regroupés dans une série désignée officiellement Yaogan rassemblant des engins complètement différents. Chaque sous-série porte une désignation militaire JianBing suivie d'un numéro abrégé en JB-x. Tous transmettent directement les données par radio. Deux ou trois de ces sous-séries sont des satellites radar dont la série des trois satellites JB-5 lancés entre 2006 et 2010 et des satellites JB-7 lancés entre 2009 et 2014. Au cours de la dernière décennie, les lancements se font avec une fréquence très rapprochée (31 satellites entre 2006 et 2017).
L'un des principaux objectifs de l'armée chinoise est de pouvoir repérer et suivre les flottes de porte-avions américains qui tenteraient de soutenir Taiwan en cas de menace militaire venue de la Chine continentale. Pour compléter leur système de reconnaissance optique et radar, les militaires chinois disposent de constellations de satellites d'écoute électronique permettant d'intercepter et de localiser les vaisseaux ennemis : la série des 15 satellites JB-8 fonctionnant par triplette pour permettre une localisation par triangulation des émissions émanant des navires ennemis est sans doute en cours de remplacement par les Yaogan 30 qui ont commencé à être placés en orbite fin 2017,.
| Série               | Type                      | Date lancement | Nbre exemplaires | Masse      | Orbite                      | Plateforme    | Caractéristiques                            | Statut    | Autres                                       |
| ------------------- | ------------------------- | -------------- | ---------------- | ---------- | --------------------------- | ------------- | ------------------------------------------- | --------- | -------------------------------------------- |
| FSW                 | Reconnaissance optique    | 1974-2005      | 23               | ? tonnes   | ?                           |               | Film argentique / retour de la charge utile | sur Terre | Six sous-séries                              |
| ZY-2 (JB-3)         | Reconnaissance radar      | 2000-2004      | 3                | 2,7 tonnes | Polaire                     |               | ? m                                         |           | ZY-2 01, 02, 03. Remplacé par la série JB-10 |
| Feng Huo 1          | Télécommunications/relais | 2000-2006      | 2                | 2,3 tonnes | Orbite géostationnaire      | DFH-3         | Bandes UHF et C                             |           | FH 1A, 1B                                    |
| Shen Tong 1         | Télécommunications        | 2003-2010      | 2                | 2,3 tonnes | Orbite géostationnaire      | DFH-3         | Bandes Ku et C                              |           | ST 1, 1B                                     |
| Yaogan (JB-5)       | Reconnaissance optique    | 2006-2010      | 3                | 2,7 tonnes | 620 x 620 km , 97.8°        |               | ? m                                         |           | Yaogan 1, 3, 10                              |
| Yaogan (JB-6)       | Reconnaissance optique    | 2007-2016      | 6                | ? tonnes   | 625 km × 655 km, 97.8°      | CAST2000 ?    | ? m                                         |           | Yaogan 2, 4, 7, 11, 24, 30                   |
| Yaogan (JB-7)       | Reconnaissance radar      | 2009-2014      | 4                | ? tonnes   | 517 km × 519 km, 97,3°      |               | ? m                                         |           | Yaogan 6, 13, 18, 23                         |
| Yaogan (JB-8)       | Écoute électronique       | 2010-2014      | 15               | ? kg       | 1 100 km × 1 100 km, 63.4°  |               |                                             |           |                                              |
| Yaogan (JB-9)       | Reconnaissance optique    | 2009-2015      | 5                | ? kg       | 1 200 km × 1 200 km, 100,4° |               | ? m                                         |           | Yaogan 8, 15, 19, 22, 27                     |
| Yaogan (JB-10)      | Reconnaissance optique    | 2008-2014      | 3                | ? kg       | 470 km × 490 km, 97.4°      | Phoenix-Eye-2 | ? m                                         |           | Yaogan 5, 12, 21                             |
| TianHui-1 (TH-1)    | Reconnaissance optique    | 2010-2015      | 3                | ?          | 492 km × 504 km, 97,35°     |               | 5 m                                         |           | TH 1C, 1B, 1C                                |
| Feng Huo 2          | Télécommunications/relais | 2011-2015      | 2                | 5,3 tonnes | Orbite géostationnaire      | DFH-4         | Bandes UHF et C                             |           | FH 2A, 2V                                    |
| Yaogan (JB-11 ?)    | Reconnaissance optique    | 2012-2015      | 2                | 1 040 kg   | 466 km × 479 km, 97,24°     | Phoenix-Eye-2 | ? m                                         |           | Yaogan 14, 28                                |
| Shen Tong 2         | Télécommunications        | 2012-2015      | 2                | ? tonnes   | Orbite géostationnaire      | DFH-4         | Bandes Ku, antennes orientables             |           | ST 2A, 2C                                    |
| Yaogan 26 (JB-12 ?) | Reconnaissance optique    | 2014           | 1                | ? kg       | 485 km × 491 km, 97.4°      |               |                                             |           |                                              |
| Yaogan 29           | Reconnaissance radar      | 2015           | 1                | ? kg       | 615 km × 619 km, 97,8°      |               | ? m                                         |           | Successeur de la série JB-5 ?                |
| Gaofen-4            | Reconnaissance optique    | 2015           | 1                | ?          | Orbite géostationnaire      |               | 50 m                                        |           |                                              |
| TJS 1               | Écoute électronique ?     | 2015           | 1                | ?          | Orbite géostationnaire      |               |                                             |           |                                              |
| TJS 2               | Alerte avancée ?          | 2017           | 1                | ?          | Orbite géostationnaire      | SAST-5000 ?   | ? m                                         |           | Satellite expérimental                       |
| LKW-1 (TH-1)        | Reconnaissance optique    | 2017-          | 2                | ? kg       | 488 x 504 km, 97,4°         |               | 0,7 m ?                                     |           |                                              |
| Yaogan 30 (CX 5)    | Écoute électronique       | 2017-          | 9                | ? kg       | 592 km × 601 km, 35°        |               | ? m                                         |           |                                              |

## Le programme spatial habité

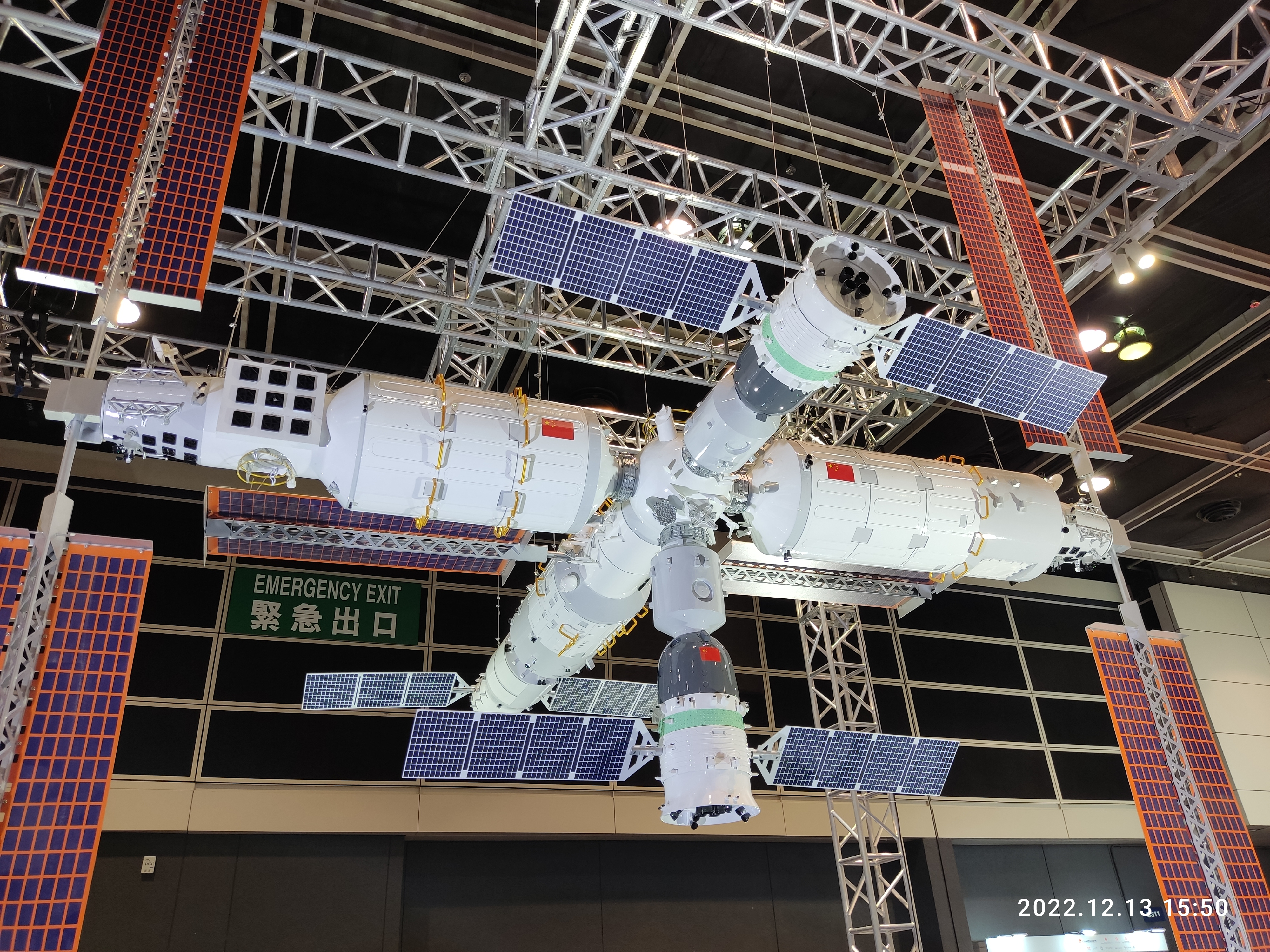
Maquette de la station spatial chinoise dans sa configuration de 2022.

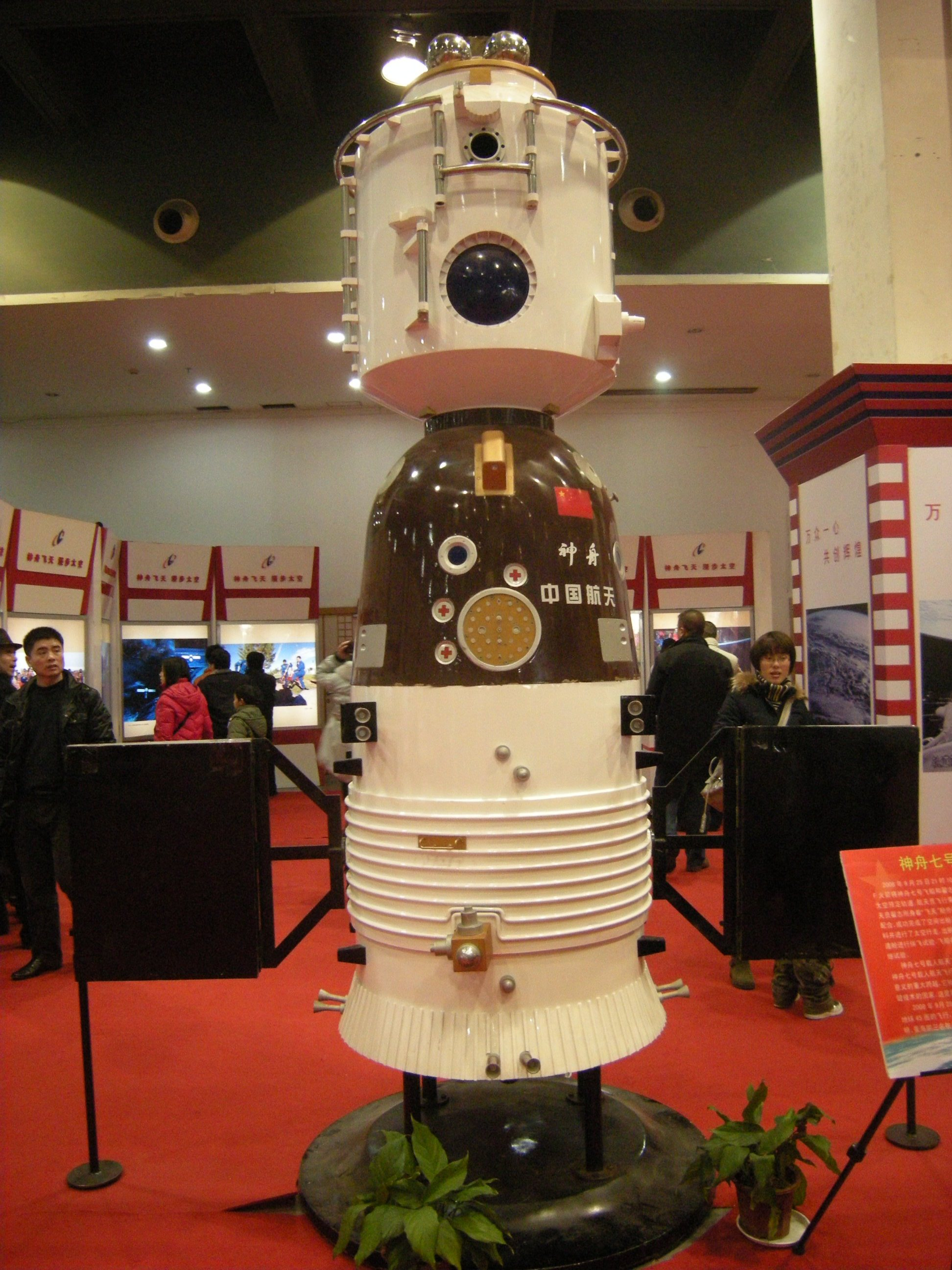
Maquette à l'échelle 1/3 du vaisseau spatial habité Shenzhou 7.

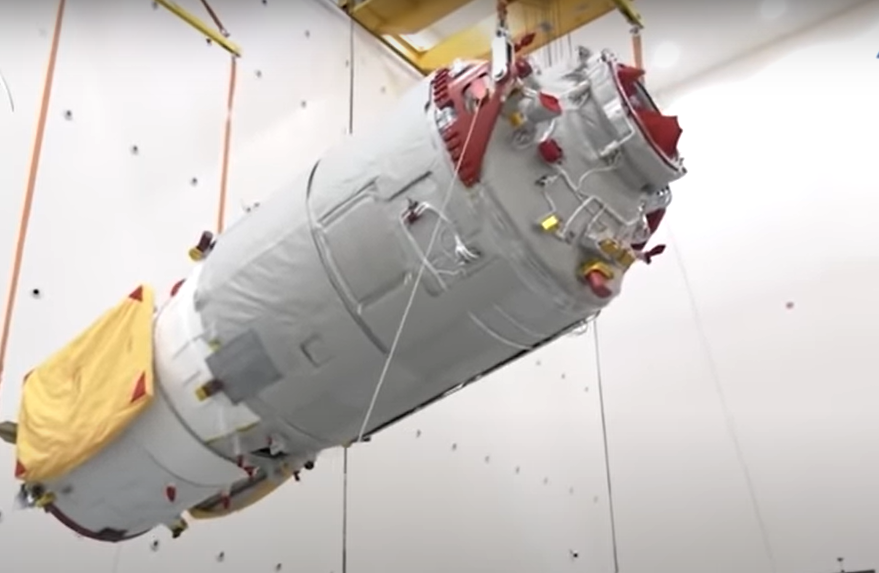
Vaisseau cargo Tianzhou utilisé pour le ravitaillement de la station spatiale chinoise.

### Premiers vols avec équipage
La Chine est devenue en 2003 avec le programme Shenzhou la troisième puissance spatiale après la Russie et les États-Unis à lancer un homme dans l'espace par ses propres moyens. À cet effet, elle construit des engins spatiaux avec l'aide de la Russie en reprenant dans leurs grandes lignes les caractéristiques des engins russes. Après quatre vols sans équipage entre 1999 et 2002 du vaisseau Shenzhou, celui-ci emporte le 15 octobre 2003 le premier astronaute chinois Yang Liwei lancé à bord d'engins spatiaux nationaux. Plusieurs missions avec équipage lui succèdent à un rythme relativement lent. En 2005 (équipage de 2 astronautes), 2008 (première sortie extravéhiculaire). L'étape suivante est la réalisation d'une station spatiale. Mais cet objectif requiert la disposition des lanceurs de la nouvelle génération, seuls capables de placer en orbite les masses nécessaires.

### Développement de stations spatiales
En 2011, le vaisseau spatial Tiangong 1, un prototype de station spatiale de petite taille (8,5 tonnes), est mis en orbite et reçoit deux équipages pour des missions d'une durée de deux semaines en testant les techniques de rendez-vous orbital et d'amarrage en mode automatique et manuel. Un deuxième prototype de station spatiale, plus sophistiquée, Tiangong-2 est lancé le 15 septembre 2016. La station spatiale est occupée durant un mois par l'équipage du vaisseau Shenzhou 11 qui a décollé le 17 octobre 2016. Tiangong-2 est ravitaillé en avril 2017 avec succès par le cargo spatial Tianzhou 1, qui effectue son vol inaugural à cette occasion. Développé pour ravitailler les stations spatiales chinoises, Tianzhou a une masse à sec d'environ 13 tonnes et est capable d'emporter environ 6,5 tonnes de fret. Il peut s'amarrer de manière automatique à la station spatiale et est détruit à son retour durant la rentrée atmosphérique.
La Chine a développé une station spatiale de grande taille (60 tonnes) baptisée Grande station spatiale modulaire chinoise. Celle-ci comprend trois modules ayant chacun une masse d'environ 22 tonnes : le module central Tian He et les laboratoires spatiaux Wengtian et Mengtian,. Chaque module a été placé en orbite par le lanceur Longue Marche 5 qui a effectué son vol inaugural en 2016. La mise en place a débuté en 2020 et l'assemblage de la station spatiale s'est achevé en 2022. Des équipages de 3 personnes y séjournent 6 mois en étant ravitaillés par le vaisseau cargo Tianzhou.

### Missions lunaires
La Chine étudie depuis les années 2010 le développement de Longue Marche 9 (CZ-9), un lanceur capable de placer 130 tonnes en orbite basse. Ce lanceur est associé à un projet de programme lunaire avec équipage. Toutefois l'échec du deuxième vol du lanceur Longue Marche 5 semble avoir entrainé un report du projet reposant sur le CZ-9. Un lanceur de capacité intermédiaire (70 tonnes), finalement nommé Longue Marche 10, est en développement et permettrait d'atteindre les mêmes objectifs en mettant en place une station spatiale lunaire à l'image de ce qui est envisagé pour le programme Artemis de la NASA. Les premiers astronautes chinois doivent se poser à la surface de la Lune vers 2030. Les premiers éléments de ce programme lunaire sont un nouveau vaisseau spatial, remplaçant du vaisseau Shenzhou. Les premières images, montrant ce vaisseau (connu seulement sous l'appellation de vaisseau avec équipage de nouvelle génération) à un stade d'assemblage avancé, ont été publiées en 2019. Deux versions sont prévues : la version légère de 14 tonnes est utilisée pour la desserte de l'orbite basse. La version plus lourde (20 tonnes) permettrait d'emmener un équipage au-delà de l'orbite basse. Le vaisseau a une configuration classique avec un module pressurisé de forme conique où se tient l'équipage et un module de service cylindrique. L'architecture mixte des solutions retenues par CST-100 Starliner et Crew Dragon : les parachutes sont stockés à la base de la capsule pressurisée (Dragon), la propulsion est logée dans le module de service (CST-100) et l'atterrissage s'effectue sur terre à l'aide d'airbags gonflables (CST-100). Le vaisseau prendrait en charge aussi bien la relève des équipages que le ravitaillement remplaçant dans ce rôle le vaisseau Tianzhou,. Ce vaisseau effectue son premier vol d'essai en décollant le 5 mai 2020 avant de venir se poser avec succès sur Terre le 8 mai 2020.
Dans une première phase du programme, une mission lunaire comprendra deux lancements pris en charge par la fusée Longue Marche 9 : le premier emportant le module lunaire, le second le vaisseau spatial habité chinois de nouvelle génération avec l'équipage. Les deux modules s'amarrerait en orbite lunaire haute puis l'orbite serait abaissée pour permettre l'atterrissage sur la Lune. Le module lunaire pourrait embarquer un équipage de deux personnes et serait composé d'un étage de descente largué juste avant l'atterrissage et d'un module pressurisé de 5 tonnes (disposant d'un delta-V de 2 640 m/s) contenant l'équipage qui serait chargé après une brève exploration de ramener en orbite les deux astronautes et de réaliser un rendez vous avec le vaisseau principal pour le transfert de l'équipage. La deuxième mission utiliserait un module lunaire disposant d'une capacité d'emport fortement accrue et s'appuierait sur une station spatiale en orbite autour de la Lune.

## Satellites scientifiques

### Exploration du système solaire

#### Étude de la Lune

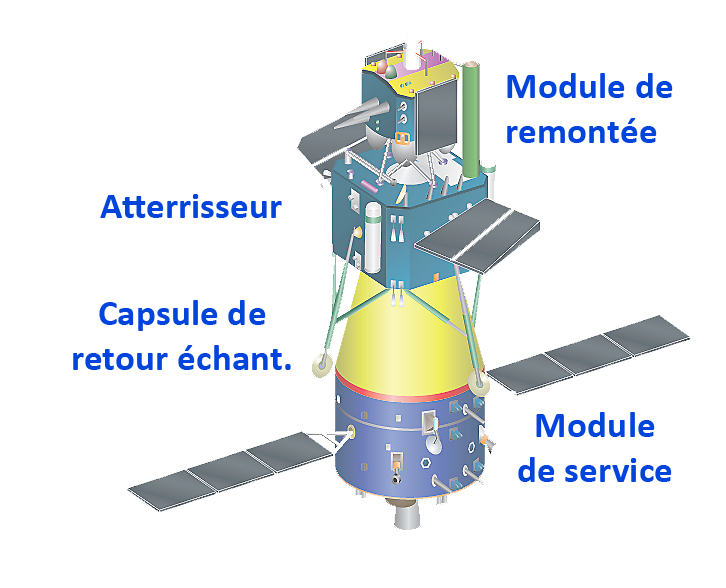
Schéma de Chang e'5.

Les responsables chinois ont choisi comme l'Inde de faire leur début dans le domaine de l'exploration du système solaire en lançant des engins d'une sophistication croissante vers la Lune qui présente l'avantage d'être à faible distance et donc de réduire la complexité des missions. La première sonde spatiale chinoise Chang'e 1 est placée en orbite autour de la Lune en novembre 2007. Un des objectifs qui lui sont assignés est la recherche d'un isotope rare de l'hélium, l'hélium 3, qui pourrait avoir des applications dans la production d'énergie (fusion nucléaire). L'orbiteur lunaire Chang'e 2 est lancé en octobre 2010. À l'issue de sa mission, il est dirigé vers le point de Lagrange L2 avant d'effectuer un survol de l'astéroïde (4179) Toutatis qui démontre la maitrise des ingénieurs chinois.
Le programme spatial chinois effectue une grande avancée avec le lancement de la sonde spatiale Chang'e 3 le 1er décembre 2013 qui emporte un astromobile (rover) baptisé Yutu et qui se pose le 14 décembre de la même année dans la mer des Pluies pour une mission d'une durée de 3 mois. Chang'e 3 est le premier engin spatial à se poser sur la Lune depuis l'atterrissage de la sonde spatiale soviétique Luna 24 qui avait ramené un échantillon de sol lunaire en 1976.
À la suite de la réussite de la mission Chang'e 3, les responsables chinois décident de fixer un objectif original à l'engin spatial construit pour servir de doublure en cas d'échec. La mission Chang'e 4 a pour objectif d'atterrir sur la face cachée de la Lune et d'explorer sa surface. Un satellite de télécommunications, baptisé Queqiao, est placé quelques mois plus tôt au point de Lagrange L2 du système Terre-Lune pour jouer le rôle de relais, la Lune faisant obstacle aux communications entre Chang'e 4 et la Terre,,,,. Chang'e 4 est lancé le 8 décembre 2018 et atterrit sur la Lune le 2 janvier 2019 pour mener une exploration de la région avec son rover. Il s'agit du premier atterrissage en douceur d'un engin spatial sur cette face de la Lune.
La Chine développe au début de la décennie 2010 la mission de retour d'échantillons lunaire Chang'e 5 dont l'objectif est de ramener 2 kilogrammes de matière lunaire. Le dernier retour d'échantillons lunaires sur Terre remonte à 1976 (programme Luna). Le site d'atterrissage retenu se situe à une latitude moyenne au nord-ouest de l’océan des Tempêtes, dans une zone comportant des roches volcaniques relativement jeunes. Le véhicule spatial qui doit emporter l'échantillon a été testé en 2014 dans le cadre de la mission Chang'e 5 T1. Cette mission prévue initialement en 2017 a été repoussée à la suite de l'échec du deuxième vol du lanceur lourd Longue Marche 5 mi 2017 et est lancée le 23 novembre 2020. Chang'e 6, une mission analogue à Chang'e 5, qui est lancée le 3 mai 2024, recueille des échantillons de sol sur la face cachée de la Lune.
Fin 2019, les Chinois étudient la mission lunaire Chang'e 7. Chang'e 7 est une sonde spatiale de 8,2 tonnes qui doit se poser près du pôle sud, dont l'intérêt est lié à la présence de poches de glace d'eau. L'engin spatial comprend un orbiteur, un atterrisseur et un satellite placé au point de Lagrange L2 du système Terre-Lune utilisé pour relayer les communications entre le sol lunaire et la Terre. L'atterrisseur emporte un astromobile et un petit drone pouvant prendre de la hauteur pour obtenir des images permettant de fournir un contexte aux observations ou éventuellement repérer la présence de glace d'eau. La date de lancement, encore incertaine, pourrait être 2027 ou 2030.

#### Exploration de Mars

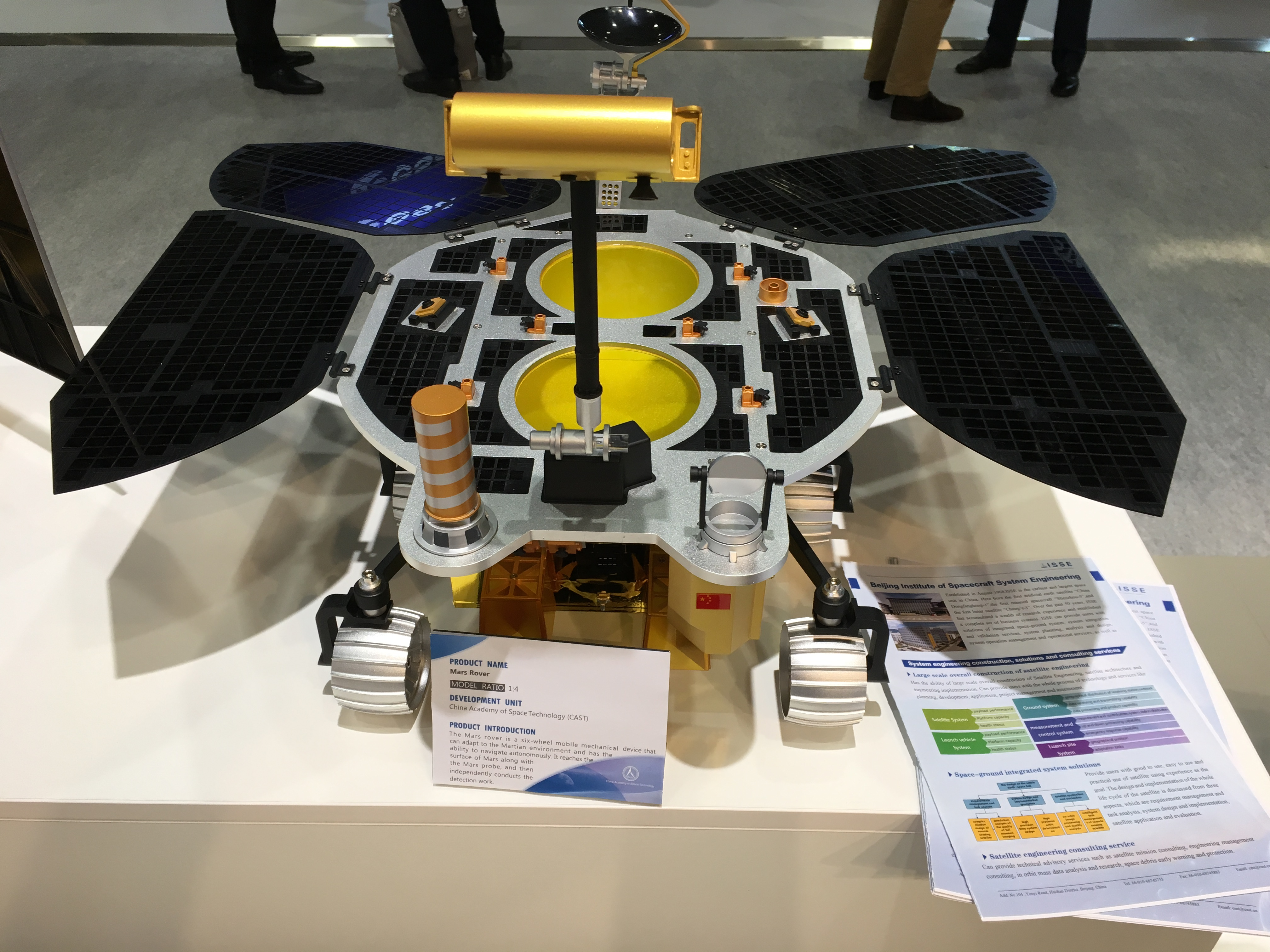
Maquette du rover de la mission martienne Tianwen-1.

La Chine a développé le petit orbiteur Yinghuo 1 qui devait être transporté par la sonde spatiale russe Phobos-Grunt jusqu'à l'orbite martienne. Malheureusement le lancement qui a lieu fin 2011 s'achève de manière prématurée à la suite d'une défaillance de l'engin russe qui ne parvient pas à quitter l'orbite terrestre.
En 2014, les responsables chinois décident de développer une mission à destination de Mars qui combine un orbiteur et un astromobile (rover) de 200 kg. Seule la NASA a jusqu'à présent réussi à tenir des objectifs techniques aussi ambitieux pour une mission martienne. Les objectifs scientifiques de la mission chinoise portent sur la géologie de Mars, la présence actuelle et passée d'eau, la structure interne de la planète, l'identification des minéraux et des différents types de roches à la surface, ainsi que la caractérisation de l'environnement spatial et de l'atmosphère de Mars. La sonde spatiale d'une masse totale de 4,9 tonnes, baptisée Tianwen-1, est lancée sur sa trajectoire interplanétaire en juillet 2020 par le lanceur lourd Longue Marche 5,. Les responsables chinois ont décidé en septembre 2021 de lancer vers 2028 une mission de retour d'échantillons martiens baptisée Tianwen 3. Ce projet dont la complexité a jusqu'à récemment fait reculer la NASA et l'Agence spatiale européenne était déjà évoqué par les responsables chinois en 2017. Le scénario chinois repose sur le lancement de deux missions. La première serait chargée de se poser sur le sol martien, de prélever les échantillons de sol et de remonter en orbite, tandis que la deuxième mission serait chargé de récupérer le container d'échantillons en orbite martienne et de le ramener sur Terre. La première mission pourrait être lancée par une fusée Longue Marche 5 tandis que la seconde mission pourrait être prise en charge par une fusée Longue Marche 3B. Un scénario antérieur reposant sur l'utilisation d'une fusée lourde Longue Marche 9 est donc abandonné. Mi 2022, le retour sur Terre des échantillons sur Terre est prévu en 2031 soit deux ans avant la mission conjointe de la NASA et de l'ESA Mars Sample Return,. La mission Tianwen 2 (anciennement ZhengHe), dont les premières études remontent à 2018 doit ramener un échantillon du sol de l'astéroïde géocroiseur (469219) Kamoʻoalewa. Si la mission est lancée comme prévu en 2025, la capsule contenant l'échantillon devrait revenir sur Terre en 2028. Il est prévu que la mission se poursuive par l'étude in situ de (7968) Elst-Pizarro (aussi désigné 133P/Elst-Pizarro), une comète de la ceinture principale.

#### Planètes externes
La Chine a confirmé en septembre 2021 le développement de deux missions destinées à étudier les limites du système solaire  sur les traces des sondes américaines Voyager. Les sondes spatiales baptisées IHP (Interstellar Heliosphere Probe) ont pour objectif principal d'explorer l'héliosphère et l'héliopause, région de l'espace qui sépare la zone sous influence du vent solaire et l'espace interstellaire. La mission IHP-1 serait lancée vers 2025, utiliserait à deux reprises l'assistance gravitationnelle de la Terre (2025 et 2027), puis survolerait Jupiter (2029) avant d'atteindre l'héliopause vers 2049 date du 100e anniversaire du régime chinois. Selon l'étude de 2019, la sonde spatiale a une masse de 200 kilogrammes, est stabilisée par rotation, dispose de 200 watts d'énergie, emporte une charge utile de 50 kilogrammes et peut transférer un volume de données de 200 octets par seconde au niveau de l'héliopause. IHP-2, lancée plus tard aurait le même objectif mais survolerait Jupiter et de Neptune,,.
Le développement de deux missions plus particulièrement consacrées à l'étude des planètes externes du système solaire a été officialisé en 2022. Tianwen 4 lancée en 2030 comprendrait en fait deux sondes spatiales placées en orbite par le même lanceur. Après deux survols de la Terre et un survol de Vénus, la première sonde spatiale explorerait Jupiter et sa lune Callisto. La sonde se dirigerait vers Uranus qu'elle devrait atteindre en 2049. La deuxième mission à destination de Neptune serait équipée d'un réacteur nucléaire à fission pour produire 10 kilowatts d'énergie qui seront notamment utilisées par sa propulsion reposant sur des moteurs électriques (moteur ionique, ...). Après avoir utilisée l'assistance gravitationnelle de Jupiter, elle se dirigera vers la planète Neptune autour de laquelle elle se placera en orbite, en 2043 au plus tôt. La sonde spatiale emportera de petits atterrisseurs et pénétrateurs qui seront utilisés pour étudier Triton, le plus grand satellite de la planète.
| Statut        | Lancement/ fin de mission | Mission                         | Description                                                      |
| ------------- | ------------------------- | ------------------------------- | ---------------------------------------------------------------- |
| Opérationnel  | 2010-                     | Chang'e 2                       | Orbiteur lunaire. Survol de l'astéroïde 4179 Toutatis.           |
| Opérationnel  | 2013-                     | Chang'e 3                       | Rover - Atterrissage sur la face visible de la Lune              |
| Opérationnel  | 2018-                     | Chang'e 4                       | Rover - Atterrissage sur la face cachée de la Lune               |
| Opérationnel  | 2020-                     | Tianwen 1                       | Orbiteur et rover martien                                        |
| Opérationnel  | 2020-                     | Chang'e 5                       | Mission de retour d'échantillons lunaires de la face visible     |
| Opérationnel  | 2024-                     | Chang'e 6                       | Mission de retour d'échantillons lunaires de la face cachée      |
| Développement | vers 2025                 | Chang'e 7                       | Orbiteur, atterrisseur et rover lunaire                          |
| Développement | vers 2025                 | Tianwen 2                       | Mission de retour d'échantillons d'astéroïde, étude d'une comète |
| Développement | vers 2028                 | Tianwen 3                       | Mission de retour d'échantillons martiens                        |
| Développement | vers 2030                 | Tianwen 4                       | Orbiteur jovien et survol d'Uranus                               |
| À l'étude     | vers 2024                 | IHP-1                           | Survol de Jupiter, étude de l'héliosphère                        |
| À l'étude     | après 2030                | (pas de désignation officielle) | Survol de Jupiter et orbite de Neptune                           |
| À l'étude     | vers 2034                 | IHP-2                           | Étude de l'héliosphère, survol de Jupiter et de Neptune.         |
| Achevée       | 2007-2009                 | Chang'e 1                       | Orbiteur lunaire. Cartographie de la surface.                    |
| Achevée       | 2011                      | Yinghuo 1                       | Orbiteur martien perdu au lancement de Phobos-Grunt.             |

### Autres satellites scientifiques
Les satellites chinois à vocation scientifique ont été relativement peu nombreux depuis les débuts. 8 satellites Shin Jian (pratique en chinois) ont été lancés entre 1971 et 2006 : SJ-2 et SJ-3 ont recueilli des données sur les couches supérieures de l'atmosphère, SJ-1, SJ-4 et SJ-6 ont étudié les rayons cosmiques tandis que des expériences de microgravité ont été menées par SJ-5 et SJ-8. SJ-8 reprend la structure du satellite FSW et comporte à ce titre une capsule récupérable. Le projet Double Star mené en coopération avec l'Agence spatiale européenne se traduit par le lancement de deux satellites en 2003 et 2004 chargés d'étudier les interactions entre le vent solaire et la magnétosphère.
Dans le cadre du 12e plan quinquennal, l'Académie chinoise des sciences décide en 2011 le développement de cinq missions scientifiques beaucoup plus ambitieuses, :
- le télescope spatial à rayons X durs HXMT (1 à 250 keV) a été placé en orbite en juin 2017 après une très longue gestation[121].
- QUESS qui emporte une expérience mettant en œuvre des applications de la mécanique quantique dans le domaine des télécommunications. Le satellite dont la mission doit durer 2 ans a été placé en orbite le 16 aout 2016.
- DAMPE un observatoire spatial qui  observe les rayons gamma à haute énergie ainsi que les rayons cosmiques. Il a été mis en orbite en décembre 2015. Il a pour objectif principal la détection d'éventuelles signatures de la matière noire.
- Shijian-10 est un satellite dont la charge utile doit revenir sur Terre. Il emporte une vingtaine d'expériences scientifiques portant sur les propriétés cinétiques de la matière. Lancé le 5 avril 2016, la capsule de rentrée contenant certains résultats est revenue sur le sol terrestre le 1er juillet 2016[122].

KuaFu est une mission reposant sur une constellation composée de trois satellites et destinée à la météorologie spatiale. Elle devait être développée en coopération avec le Canada. Le projet a été reporté sine die à la suite du retrait du Canada.
Trois missions scientifiques sont développées en coopération avec d'autres agences spatiales. Le satellite CFOSAT développé avec le CNES doit réaliser le suivi des vents et des vagues à la surface des océans et étude scientifique de la relation entre océans et atmosphère et est lancé en 2018. Le satellite SVOM développé avec le CNES et un consortium de laboratoires français étudiera les sursauts gamma, explosions les plus violentes dans l'univers depuis le big bang. SVOM est placé en orbite en 2024.
Courant 2018, quatre nouvelles missions scientifiques sont retenues parmi 25 propositions :
- Einstein probe (EP) lancé en 2024 est un télescope spatial à rayons X mous (0,4–5 keV) qui doit détecter et caractériser les émissions de rayons X à caractère temporaire en utilisant à la fois un détecteur à champ large et un télescope à champ étroit.
- WCOM (2020) étudie le cycle de l'eau et son lancement est programmé vers 2030.
- Advanced Space-based Solar Observatory (ASO-S) est le premier observatoire solaire spatial chinois. Il doit étudier les connexions entre le champ magnétique solaire, les tempêtes solaires et les éjections de masse coronale. Il est placé en orbite en 2022 avant le pic de l'activité solaire.
- Solar Wind Magnetosphere Ionosphere Link Explorer (SMILE) annoncée en juin 2015 doit être lancée vers 2025. Ce satellite développé avec l'Agence spatiale européenne est destiné à l'étude des interactions de la magnétosphère terrestre et du vent solaire[126].

Par ailleurs, le télescope la Chine développe le télescope spatial Xuntian doté d'un miroir primaire de 2,4 mètres de diamètre (taille équivalente à celui du télescope Hubble de la NASA) dont le lancement est prévue vers 2026. Le télescope est associé à la future station spatiale chinoise auquel il pourra être amarré pour des opérations de maintenance ou le remplacement des instruments.
Les missions suivantes ont été annoncées en 2023 par l'Académie des sciences chinoises. Les missions sélectionnées faisaient partie à l'origine des propositions reçues en réponse à l'appel d'offres lancé par l'Académie dans le cadre de son troisième programme prioritaire stratégique. 
- eXTP (Enhanced X-ray Timing and Polarization) un observatoire à rayons X de 4,5 tonnes observant dans la bande spectrale 1 à 30 keV étudié avec plusieurs pays européens contributeurs du projet LOFT non retenu par l'ESA. Le lancement est planifié en 2025.
- Earth Two est un observatoire spatial  dont le lancement est prévu en 2028. Son objectif est de détecter 10 à 20 exoplanètes de la taille de la Terre situées dans la zone habitable de leur étoile ainsi que plusieurs dizaines de milliers d'exoplanètes de taille plus importante. Pour détecter ces corps célestes, l'engin mettra en œuvre principalement la méthode du transit et, pour la détection de planètes errantes, la méthode par microlentille gravitationnelle[128].
- DSL  est un observatoire spatial qui doit observer les Ondes électromagnétiques ultra longues et devrait devenir opérationnel vers 2030. Il est constitué d'une constellation de dix satellites circulant en formation sur une orbite haute en utilisant la Lune pour éliminer les interférences générées par le champ magnétique terrestre. L'objectif de l'observatoire est de détecter les signaux produits au tout début de l'Univers durant la période des Âges sombres.
- SPO est un satellite scientifique  qui doit observer l'activité magnétique du Soleil et déterminer l'origine des vents solaires animés d'une grande vitesse. Cet observatoire devrait devenir opérationnel vers 2030. Il circulera sur une orbite héliocentrique avec une inclinaison orbitale élevée lui permettant d'observer les pôles du Soleil.
- Taiji-2 est un observatoire spatial  qui doit observer les ondes gravitationnelles et devrait devenir opérationnel vers 2030. Il est constitué d'une constellation de trois satellites circulant en formation sur une orbite héliocentrique à 60 millions de kilomètres du Soleil en maintenant entre eux une distance de 3 millions de kilomètres.

Parmi les projets en cours d'étude courant 2018 figurent : 
- TianQin un observatoire d'ondes gravitationnelles constitué de plusieurs satellites. Deux phases sont prévues : une version prototype lancée vers 2023 et une version finalisée mise en orbite vers 2029.
- Magnetosphere-Ionosphere-Thermosphere Coupling Exploration (MIT) comprend 4 satellites qui traversent de manière simultanée les régions polaires à trois altitudes différentes et étudient les interactions avec l’atmosphère terrestre.
- CHES un télescope spatial doté d'un miroir de 1,4 mètre de diamètre chargé de détecter et d'observer les exoplanètes de type terrestre en utilisant la méthode de l'astrométrie. Cette mission pourrait être lancée en 2028[129].
- Miyin est un projet d'observation des exoplanètes beaucoup plus ambitieux dont le lancement est envisagé en 2030. Il s'agit d'utiliser l'interférométrie de l'image captée par quatre télescopes observant dans l'infrarouge moyen ce qui permet d'obtenir la résolution d'un télescope doté d'un miroir primaire de 300 mètres de diamètre. L'un des objectifs du projet est de pouvoir détecter la présence d'eau sur les exoplanètes[129]

| Statut           | Lancement/ fin de mission | Mission                         | Description                                                                            |
| ---------------- | ------------------------- | ------------------------------- | -------------------------------------------------------------------------------------- |
| Opérationnel     | 2018                      | CFOSAT                          | Observation de la surface des océans terrestres                                        |
| Opérationnel     | 2018-                     | Zhangheng 1                     | Étude de l'ionosphère, sismologie                                                      |
| Opérationnel     | 2017-                     | HXMT                            | Télescope rayons X                                                                     |
| Opérationnel     | 2015-                     | DAMPE                           | Observatoire rayons gamma                                                              |
| Opérationnel     | 2020                      | GECAM                           | Détection contrepartie électromagnétique des ondes gravitationnelles                   |
| Opérationnel     | 2021                      | CHASE                           | Observatoire solaire                                                                   |
| Opérationnel     | 2022                      | ASO-S                           | Observatoire solaire                                                                   |
| Opérationnel     | 2024                      | Einstein                        | Télescope rayons X                                                                     |
| Opérationnel     | 2024                      | SVOM                            | Détection et étude des sursauts gamma et autres objets transitoires (avec le CNES)     |
| Développement    | vers 2025                 | Smile                           | Étude de la magnétosphère en coopération avec l'Agence spatiale européenne             |
| Développement    | vers 2025                 | eXTP                            | Télescope rayons X en collaboration avec plusieurs pays européens                      |
| Développement    | vers 2026                 | Xuntian                         | Télescope spatial visible / ultraviolet                                                |
| Développement    | vers 2028                 | Earth Two                       | Détection et étude des exoplanètes                                                     |
| Développement    | vers 2030                 | SPO                             | Observatoire solaire                                                                   |
| Développement    | vers 2030                 | DSL                             | Observatoire radio                                                                     |
| Développement    | vers 2030                 | Taiji-2                         | Détection des ondes gravitationnelles                                                  |
| En cours d'étude | vers 2020                 | Water Cycle Observation Mission | Étude du cycle de l'eau                                                                |
| En cours d'étude | ?                         | MIT                             | Constellation de satellites pour l'étude de la magnétosphère                           |
| En cours d'étude | vers 2027                 | TianQin                         | Observatoire d'ondes gravitationnelles.                                                |
| En cours d'étude | vers 2028                 | CHES                            | Observation d'exoplanètes par la méthode de l'astrométrie                              |
| En cours d'étude | vers 2030                 | Miyin                           | Observation d'exoplanètes par interférométrie                                          |
| Achevée          | 2016 -2016                | Shijian-10                      | Expériences de micro gravité                                                           |
| Achevée          | 2003-2007                 | Double Star                     | Étude de la magnétosphère terrestre en coopération avec l'Agence spatiale européenne . |